# 小村壽太郎
小村 寿太郎（こむら じゅたろう、旧字体：小村 壽太郞、1855年10月26日〈安政2年9月16日〉- 1911年〈明治44年〉11月26日）は、日本の外交官、政治家。外務大臣、貴族院議員（侯爵終身）などを務めた。イギリス・アメリカ・ロシア・清国・朝鮮（韓国）の公使・大使を務め、特に2度の外相時代には日英同盟の締結、日露戦争後のポーツマス条約の締結、条約改正の完成（関税自主権の完全回復。治外法権は陸奥宗光が改正）などの業績をのこし、近代日本外交を体現した人物として知られる。爵位は侯爵。

## 生涯

### 生い立ち
小村寿太郎は、安政2年（1855年）9月16日、日向国飫肥藩の藩士・小村寛（寛平）(1830 - 1900)と梅（梅子）(？ - 1901)の長男として生まれた。祖父の小村善四郎は山田宗正（新右衛門）の子で小村善徳の婿養子となり、父の寛は小倉処平の妻・為子の従兄弟にあたり、飫肥藩産物方に属し、町別当の職にあり、町人町に住んでいた。18石取りの下級武士の家の7人兄弟の第二子として育った。商家生まれの母、梅は寿太郎を産んだのち体調をくずし、母乳を与えることができなかったため、近所の女性から乳を分けてもらったことがあるという。小村が成人ののちも骨細で小柄だったのはそのためだったともいわれるが、梅は健康を取り戻してからも日々の暮らしに追われていたため、子どもの面倒を見ることがなかなかできなかった。大家族のなかで寿太郎を厳しく優しく育てたのが、寿太郎の祖母（善四郎の妻）の熊であった。熊は毎朝起きると、寿太郎に必ず本を読ませた。また、義経や弁慶の故事や豊臣秀吉の逸話、源平合戦などの話を巧みに寿太郎に語って聞かせ、あわせて武士道的な教訓を与えるのが常であった。

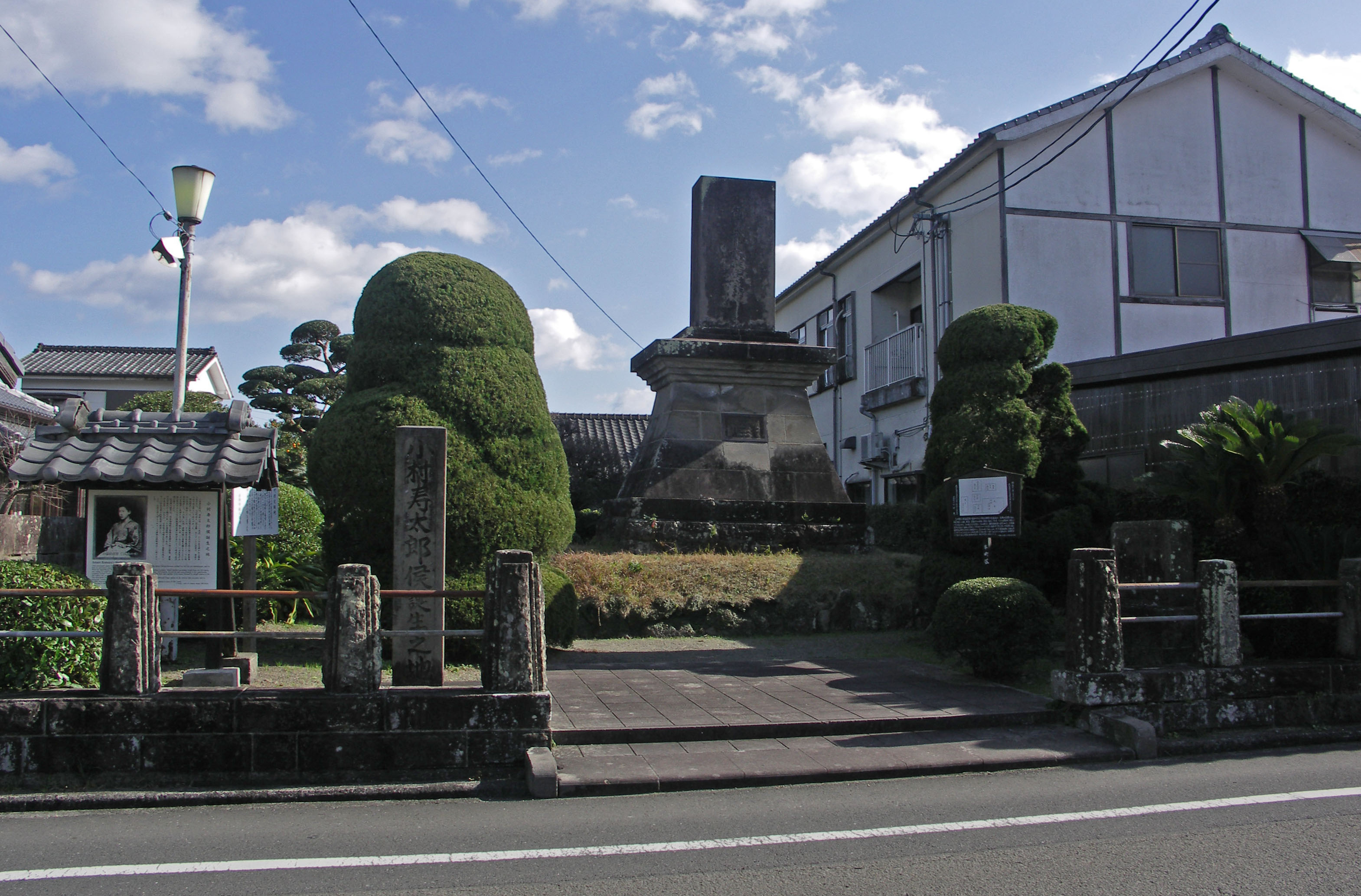
小村寿太郎生誕の地

文久元年（1861年）、6歳の寿太郎は平部嶠南などが師範を務めた飫肥藩の藩校、振徳堂で学ぶようになった。熊は毎朝、寿太郎に朝食をとらせた後、手を引いて校門まで見送った。そのため、たいていは開門前に登校し、最初に素読の指南を受けていたという。寿太郎は寡黙でうつむきがちに歩き、本ばかり読んでいるような生徒だったが、たゆまぬ努力と負けん気の強さにより成績は常に優秀で、また、子どもらしからぬ自制心の持ち主としても知られていた。おとなしく少女のようで、時にいじめられることもあったが、剣術の稽古では、どんな大柄な強敵に対しても臆せず何度も立ち向かったといわれている。教師の評判は、いつも元気で思慮深く、何事にもよく耐える精神力があるので、将来は必ずひとかどの人物になるであろうというものであった。
師の言いつけを必ず守る素行の良さと抜群の学業成績により、寿太郎は13歳から振徳堂の東寮に入った。規定では14歳以上に限られていたことなので異例であった。また、父の寛が願い出て寿太郎は振徳堂の将命を務めた。将命とは、校内外の清掃や校門の開閉などの雑用を一手に引き受ける代わりに学費が免除されるというもので、生活の厳しい小村家の事情によるものだが、品行方正で成績優秀な者に限られていた。寿太郎は入学以来8年間を無欠席で通した。江戸の安井息軒に学んで飫肥に帰藩した小倉処平は振徳堂で教え、寿太郎の才能を高く評価していた。

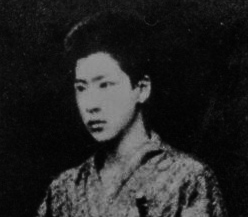
長崎留学時代の小村寿太郎（15歳）

明治初年、小倉は洋学を学ぶ必要を藩上層部に説いて長崎に留学生を送ることを決定させた。寿太郎はその留学候補生に選ばれたが、一方では古典の学習を継続したい気持ちも強かった。彼に長崎行きを熱心に勧めたのが小倉と父の寛であった。明治2年（1869年）、寿太郎は長崎に赴いた。そこではオランダ人宣教師のグイド・フルベッキが佐賀藩設立の致遠館で英語・政治学・経済学などの教鞭をとっており、寿太郎はそこで学ぶ予定であった。しかし、フルベッキはすでに新政府の求めに応じて、この年に創設された東京の大学南校（現、東京大学）に移っており、致遠館も廃校となっていた。寿太郎は、「英語独案内」という学習書を購入して読んだり、居留地で外国人に片っ端から英語で話しかけるなどして、数か月間、英語の独習に努めた。
明治3年（1870年）、副島種臣の推挙によって文部省権大丞の職にあった小倉処平は大学南校に貢進生の制度を求めて国家有為の人材を全国から集め、郷里の愛弟子である小村を藩より推挙させた。上京した小村は熱病にかかったものの、小倉の看病もあって英語を学び、欠員が生じたことから、同年、15歳で大学南校に入学した。これは、大学南校の一時閉鎖の後に改めて入学するかたちとなったものである。小村は大学南校、また、それが改組された開成学校では法学部に進み、どの教科でも優秀な成績を収め、成績順は2位（1位は鳩山和夫）であった。このときの同級生に杉浦重剛や高平小五郎がいる。

### アメリカ留学

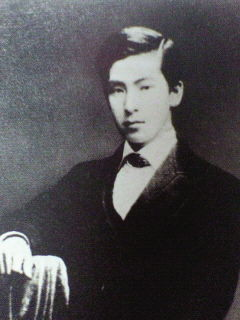
ハーバード留学時代の小村寿太郎（22歳）

小村は引き続き、東京開成学校で学んでいたが、国内での学習に飽き足らず、有志を募って海外留学できるよう文部省に訴えた。かれらの熱意は政府を動かすところとなり、1875年（明治8年）、第1回文部省海外留学生に選ばれてハーバード大学へ留学した。このとき開成学校から留学生に選ばれたのは11名で、うち法学部は4名（鳩山、小村、菊池武夫、斎藤修一郎）であった。小村が学んだハーバード・ロースクールには1年後に金子堅太郎が入学し、2人は同宿した。小村はここで驚異的な記憶力を発揮しており、気に入った論文はすべて暗唱していたといわれている。
東洋からの小柄な留学生であった小村に対し、学生たちは敬意をもって接した。彼に会うと、いちいち帽子をとって挨拶してくれたという。成績優秀であったばかりでなく、普段の行動も誠実でごまかしがなく、法律論でも筋道の通った議論を展開していたからであった。
小村はハーバードを1877年に卒業し、さらに1年間専修科に進んで学んだのちは、アメリカで3年間学んできた法律が社会でいかに活用されているかを学ぶため、ニューヨークにあった米元司法長官エドワーズ・ピアポントの法律事務所に入り、訴訟実務見習として勤務した。小村は、アメリカでの学問水準はヨーロッパの大学と比較して必ずしも高くないと判断し、大学院に進んで学ぶよりも実務経験を積むことを選んだのである。1879年に大警視川路利良が警察制度視察のため訪米した際には通訳を務めている。法律事務所で働いた年数を含めると、小村の米国滞在は5年にわたり、そこで培った英語力はきわめてレベルの高いものであった。なお、この間、小村の師であった小倉処平が西南戦争で壮絶な最期を遂げている。

### 司法省から外務省に

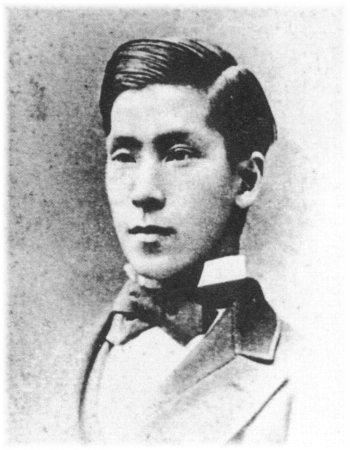
青年時代の小村寿太郎

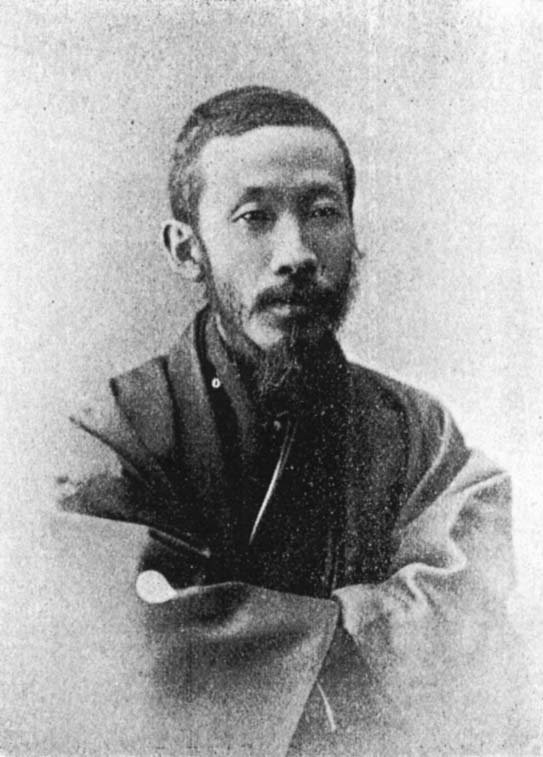
杉浦重剛（ジャーナリスト・思想家・教育者）
----
大学南校の同級生であった杉浦は小村の生涯の親友であった。

1880年（明治13年）11月18日、小村は帰国し、12月6日、司法省に入省した。条約改正交渉のために法典整備を進めていた日本政府が外国の法律に通じた人材を求めていたからであった。当初配属された刑事局では、当時の日本の法律の条文が漢文調のものだったため、しばらく漢語や漢字から遠ざかっていた小村はこれに苦労した。1881年10月には大坂控訴裁判所判事に異動、1882年9月には大審院判事となった。この間、1881年9月には旧幕臣朝比奈孝一の娘、マチ（町子）(1865〜1937)と結婚し、家庭を持っている。法務官時代の小村はしかし、芝居好きで家事をしない妻と次第に仲たがいするようになり、深酒や芸妓遊びに浸る放蕩生活に溺れていき、友人や先輩たちを心配させた。
こうしたとき、井上馨外務卿の意を受けた外務省公信局長の浅田徳則が大学予備門長となっていた杉浦重剛に対し「誰か英語が堪能で法律に詳しいものがいないか」と声をかけた。杉浦は当初は教授や学生を候補に考えていたというが、結局、東京開成学校でともに学んだ小村を推挙し、井上の秘書官だった斎藤修一郎も彼を推した。こうして、友情に支えられた小村は1884年（明治17年）6月、外務省に移った。29歳であった。しかし、最初は公信局勤務であり、浅田の下で、もっぱら在外公館とのあいだで交わされる電報文書の翻訳を主とする地味な仕事であった。1885年5月、公信局が政務局と通信局に分かれたとき、小村は翻訳局に移った。これについては、上司を批判したために翻訳局に移されたともいわれている。1886年3月、小村は翻訳局次長に昇任、局長は鳩山和夫であった。鳩山が1888年9月に辞職すると小村は翻訳局長に昇進し、1893年10月の廃局までの5年間その職にあった。
小村が司法省から外務省に転じた頃、父の寛が経営していた飫肥商社が倒産し、小村は莫大な借金をかかえた。1883年5月に長男の欣一、1886年7月に長女の文子、1895年5月には次男の捷治が生まれて家族が増え、小村の恩人である小倉処平の遺児2人の養育費も払っていたため、生活は著しく困窮した。自宅にも職場にも借金取りが押しかけ、家にある家具といえば動かない柱時計を除くと、長火鉢が1つと座布団が2つだけであった。常に一張羅のフロックコートをまとい、傘はささず、出勤にも電車・人力車を決して使わず、必ず徒歩で職場に向かったという。長男欣一は栄養不足のため夜盲症に罹っている。
外務省時代の小村の行動として特筆すべきこととして、条約改正交渉の反対運動にひそかに参加していたことが挙げられる。具体的には、親友の杉浦重剛らが条約改正反対のために結成した乾坤社同盟に加わっていた。1879年から外務卿、1885年から外務大臣を務めた井上馨は領事裁判権撤廃と関税自主権の一部回復のため、「鹿鳴館外交」の名で知られる欧化政策を積極的に進めており、欧米にならった法典を整備すること、裁判所に外国人判事を採用すること、および内地開放を条件に交渉を進めようとしていたが、これには政府内外からの批判や反対があった。小村の場合は、みずから外務省に勤務しながらの反対なので、その立場はきわめて微妙なものであったが、井上の改正案はあまりに妥協的すぎて、小村には屈辱的に感じられたのであった。また、それにつづいて1888年から外相となった大隈重信も従来の列国会議方式を単独交渉方式に改めたものの、大審院に外国人判事を認めるなど井上条約案の一部を踏襲して交渉を進めようとしたので、やはり反対運動が起こった。小村は、これにも参加しているが、それは政策の実現性を第一に考えるのではなく、それよりも国益や国家の誇りを優先させべきと考えてのことであった。
1891年（明治24年）5月の大津事件に際しても、青木周蔵外相はじめ死刑論が優勢ななか、ロシアを恐れるあまり法律を曲げて津田三蔵を死刑にしてはならないと、一貫して死刑反対論の立場に立った。また、この件について各国の重要な電信で外務省で回覧されたものについては、小村は逐一自分の批評と判断を加えて回読に供したといわれている。
なお、小村はこの頃、福本一誠、小沢豁郎、白井新太郎の3名が発起人となって1891年7月に創立されたアジア主義団体、東邦協会にも賛同者の一人として名を連ねている。

### 外交官として

#### 駐清代理公使に

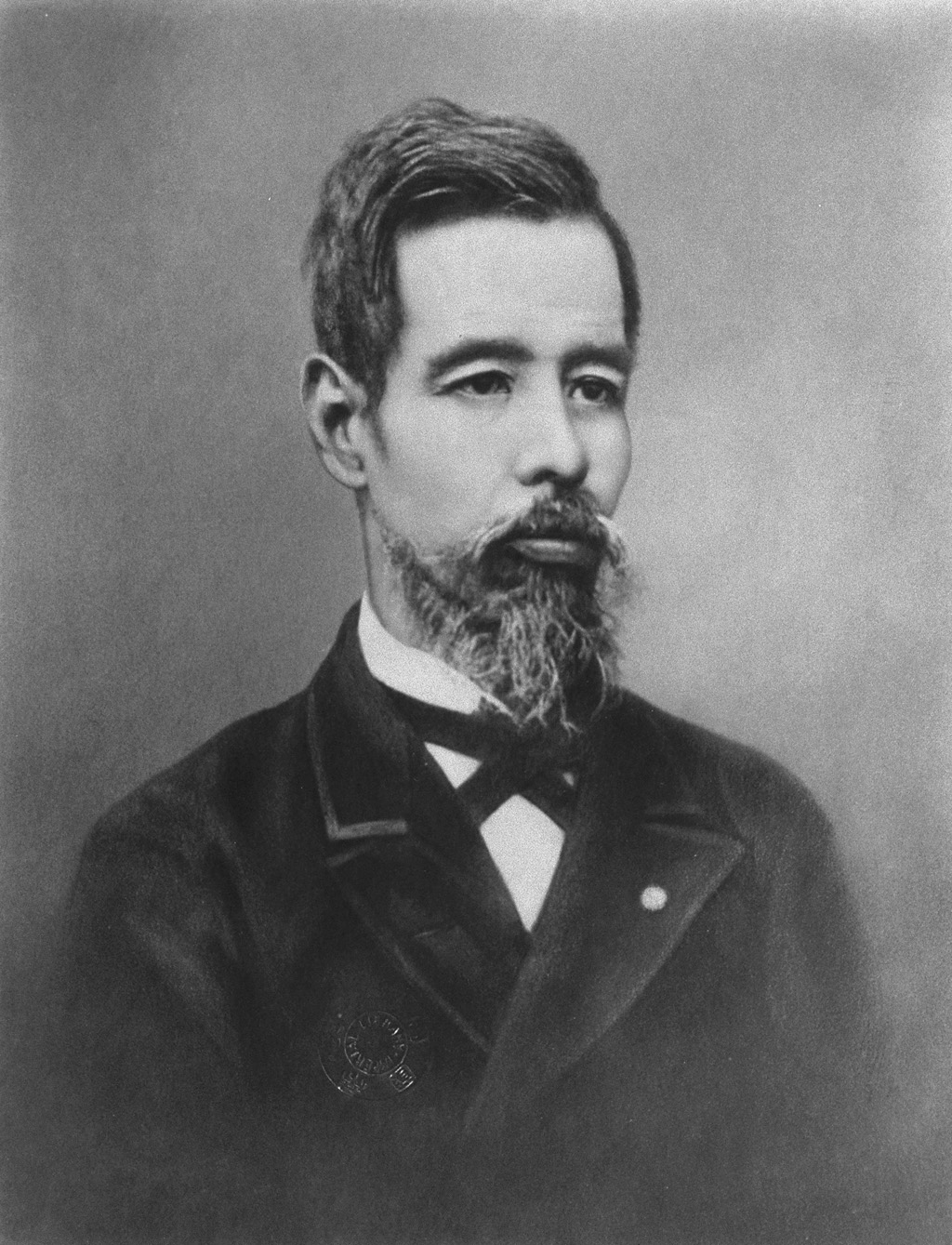
小村を見出し、駐清代理公使に起用した陸奥宗光外相
----
「元勲総出」といわれる内閣にあって藩閥とは無縁であった。

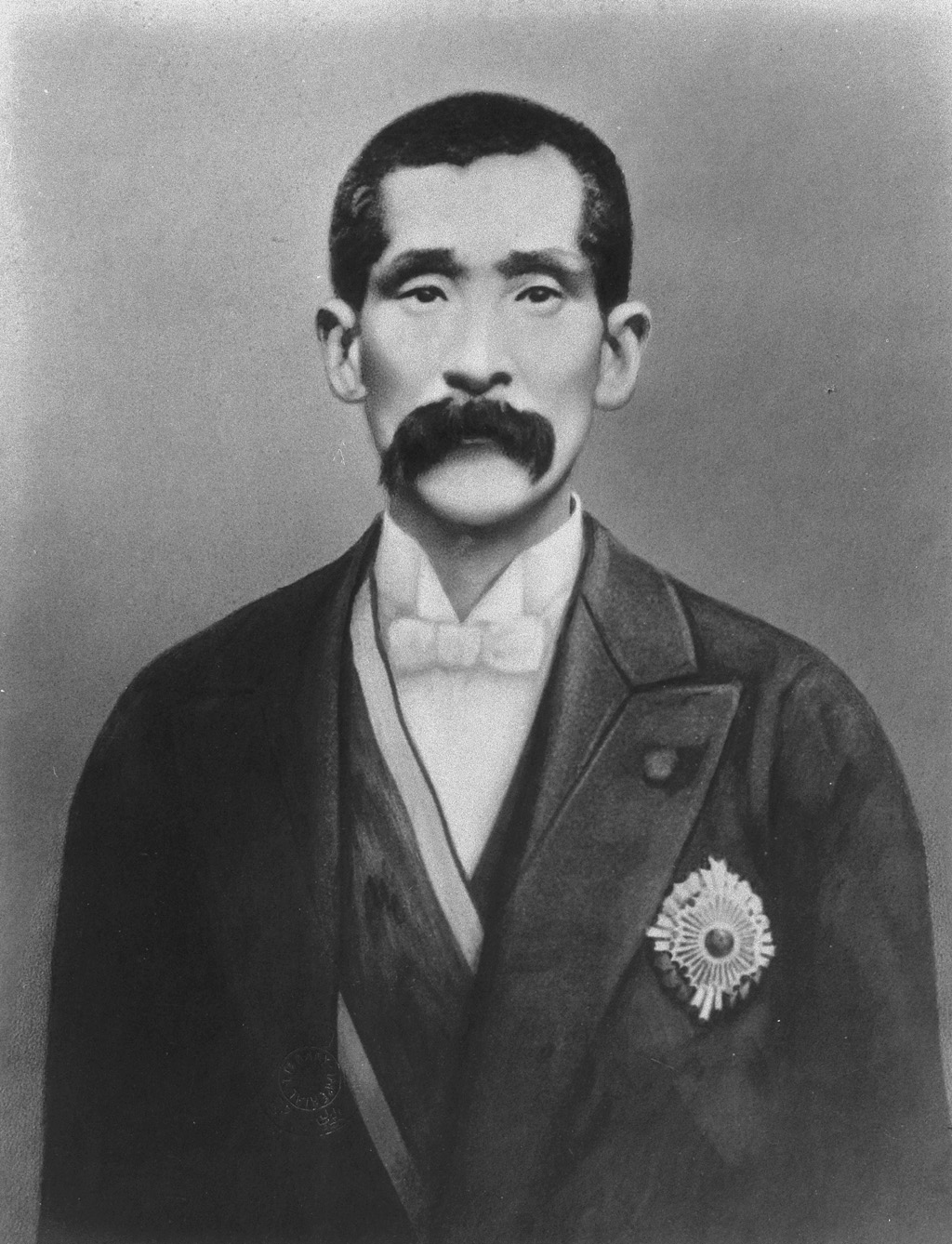
「ねずみ公使」の異名をとった小村寿太郎

翻訳局の廃止により、小村は通常ならば退官というコースをたどるところであったが、「元勲総出」内閣と呼ばれた第2次伊藤内閣の外務大臣、陸奥宗光に見出されて、1893年11月、清国公使館参事官として北京に着任した。これが、小村にとって外交の初舞台

であった。原敬や星亨といった異才を見出して登用する独特の眼力をもっていた陸奥には、原、加藤高明、林董の「三羽ガラス」と呼ばれる側近がいた。陸奥が小村のことをいつ知ったのかは定かではないが、ある宴席で小村が原綿の生産額や貿易の状況、綿花の種類に至るまで事細かに論じていたのを、陸奥が感心して聞いたことがあったという。小村は、借財返済のために翻訳の内職をしていて様々な書籍や文章を翻訳して原稿料を得ていたが、これによりあらゆる知識もともに得ていたのである。ただし、体格が小柄で身なりも貧相、毒舌で周囲から変わり者呼ばわりされてきた小村が外交官となるのを反対する声も多かった。
陸奥は小村に対し、アメリカ通の小村にとって清国行きは不本意ではないかと尋ねたが、小村は喜んで北京在勤を申し受ける旨、返答している。小村は北京到着後、すぐに駐清臨時代理公使に昇進した。いくらかは清国事情を知っていたつもりの小村であったが、その実、北京では慮外のことばかりでわずかにあった自信も喪失していた。小村は、日本語文献のみならず、清国について書かれた英語文献も可能な限り取り寄せ、外国の公使とも積極的に交際して情報収集に奔走した。あらゆる方面に顔を出し、絶えず動き回る小柄な小村を、欧米の外交官たちは "rat minister"（ねずみ公使）と呼んだ。
1894年2月に朝鮮王国で起こった東学党の乱への対応が小村の初仕事となった。折衝にあたった小村の報告は正確無比なものだったといわれている。寸暇を惜しんで大量の洋書を読み、清国の国内視察もおこなった小村が出した結論は「眠れる獅子」と称される清国は必ずしも獅子ではなく、清国軍は日本軍の相手ではないというものであった。6月7日、清国政府は朝鮮政府の要請により朝鮮国内に派兵することを日本側に通告した。小村は、陸奥の指示により日本政府も派兵すると通知したが、清国は、朝鮮が清の属国だから派兵するのであり、日本の派兵とはまったく性質の異なるものであると主張し、また、自国民保護目的のための派兵ならば極力少人数にすべきだと唱えた。これに対して、小村は日朝修好条規や天津条約の規定を持ち出し、日本は朝鮮が他国の属国であったことを認めたことはなく、出兵は相互の取り決めによるものであり、また、派兵の規模は主権国家の専権事項であって他国の指示を受けるものではないと反論している。日清関係の極度の悪化に対し、ロシア帝国とイギリスが調停を申し出たが、これについても仔細を陸奥に報告した。なお、この年の7月16日、ロンドンで日英通商航海条約が調印され、5年後の領事裁判権撤廃が決定している。
小村は清国に対して陸奥の開戦方針を忠実に守って行動し、朝鮮半島での日清対立においてはあくまでも自国の正当性を主張した。小村は各国公使の前では日本があたかも戦争を望んでいないように振る舞い、平時と変わらず、泰然としていた。また、あくまでも清国側に非があるように、清国軍の撤退を要求し、日清協同して朝鮮の内政改革を進めるよう呼びかけた。戦闘が始まると、7月31日には国交断絶を清国に伝え、翌8月1日には早くも北京公使館を引き払った。これは、小村の独断によるもので、自身も処罰を覚悟しての剛胆な行為であった。しかし、偶然ながら、同じ日に陸奥は宣戦布告を発し、小村の行為を不問に付した。
日清戦争中は、第一軍民政長官として現地（盛京省安東県）に派遣された。小村が日本軍占領地域の民心を安定させるために採った施策も、理にかなったものであり、第一軍司令官の山縣有朋などから高い評価を受け、第3師団長の桂太郎とも意気投合した。
戦後は外務省政務局長として、日清講和交渉において伊藤博文・陸奥宗光の両全権を補佐したが、下関条約調印直後に腸チフスに罹って入院した。1か月後には退院したものの、頬はこけ、眼の周囲はくぼんで容貌が以前とはすっかり変わってしまったという。

#### 駐朝公使から外務次官に
日清戦争に勝利し、朝鮮では親日派の金弘集内閣が成立したものの、1895年10月、この政権が誕生するにあたって閔妃が殺害される乙未事変が起こったため、日本の朝鮮での立場は危うくなった。日本政府は、これが国際問題に発展することを恐れ、事件調査のために小村を朝鮮に派遣した。政府は駐朝公使三浦梧楼を解任し、日本に召喚して逮捕し、代わりに政務局長の小村を駐朝弁理公使に任じた。小村は、三浦らに対して実は内心では同情的だったというが、関与を疑われる者を国外退去にするなど事態収拾のために奔走した。なお、日清戦争前の小村の肩書は臨時代理公使だったので、正式な公使としては初めての赴任であった。しかし、閔妃殺害事件によって朝鮮半島では反日派の勢いが強まりし、義兵闘争が激化していた。また、国王高宗その人もまた強固な反日主義者であって、小村もその対策に難渋した。
小村は、11月下旬の親露派・親米派によるクーデター事件を未然に防いだ（春生門事件）。しかし、1896年2月に起こった「露館播遷（俄館播遷）」は、国王がロシア公使館にうつり、そこで政務を執るという異常事態であり、小村にとっては痛恨の極みであった。それまで金弘集内閣を支えることに全力を注いできた小村であったが、金弘集自身が日本への亡命をあえて拒んだところから、民衆によって斬殺されてしまった。そして、親露反日の内閣が誕生して、朝鮮半島における利権の多くはロシアなどにわたってしまったのである。露館播遷に関しては、ロシアに出し抜かれた責任は小村にあるとして彼を批判する声が上がり、暗殺すると脅した者さえいたという。小村は、失地回復のために動き、ロシアと交渉して高宗が遷宮する道筋をつけたうえで、1896年5月、在朝鮮ロシア総領事のカール・ウェーバーとのあいだで小村・ウェーバー協定を結んだ。国王の王宮帰還を日露両国が忠告するともに、朝鮮に対して日本が持つ権利をロシアが持つ権利と同等のものとすることを相互に認め合う内容であった。
小村が駐朝公使だったのは、わずか半年あまりのことであったが、その間の経験は強烈であり、その後の彼の外交政策・外交姿勢にあたえた影響はきわめて大きかった。なお、この1か月後にはニコライ2世の戴冠式のためにサンクトペテルブルクを訪れた山縣有朋がアレクセイ・ロバノフ＝ロストフスキー外相との間で協定を結んでいる（山縣・ロバノフ協定）。

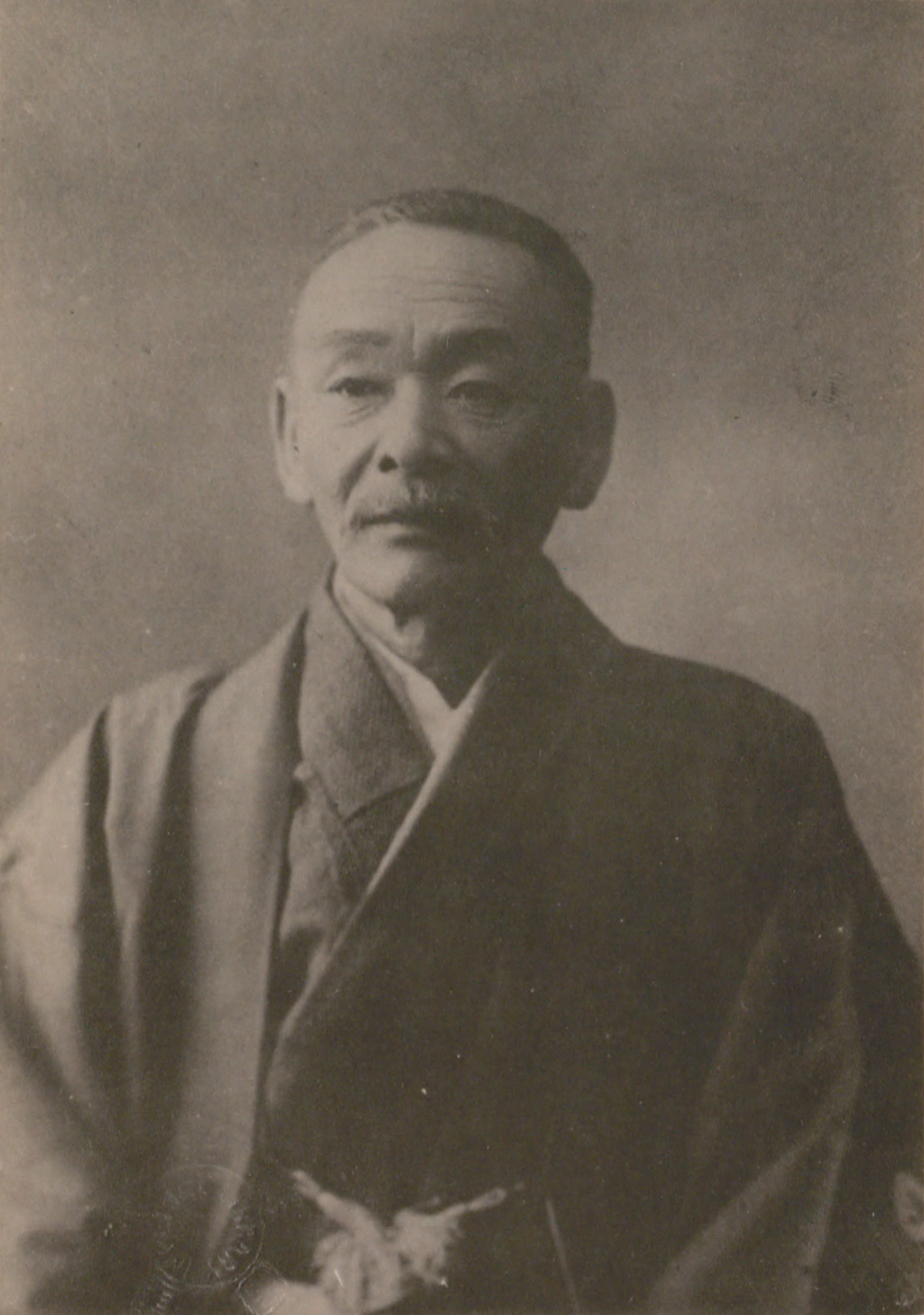
駐露公使、外相、駐清公使を歴任した西徳二郎
----
1899年時点で日露戦争とその後の日露協商を正確に予言する高い見識をもっていた。

1896年6月11日、小村は日本に呼び戻されて、原敬に代わって外務次官に着任し、以降、西園寺公望、大隈重信、西徳二郎3人の外相の下で外務次官を務めることになる。陸奥宗光は療養に専念するために5月30日に外相を辞職し、第2次伊藤内閣の文部大臣だった西園寺公望が兼務して陸奥後任の外相となっていた。露館播遷を許してしまったことは、小村としては大失態のはずであったが、陸奥はこれを責めることなく、むしろその能力を高く評価し、その外相辞任の直前、小村を次官に抜擢したのである。その後、この年の9月に第2次松方内閣が成立し、1897年11月6日までは大隈、その後は西が外相を務め、西は第3次伊藤内閣でも留任した。西徳二郎は、サンクトペテルブルク大学で学び、ロシア公使を10年も務めた当代きってのロシア通であり、日露関係が難しい時期を迎えていたこの時期、小村からすれば、西の下で働くのは心強かっただろうと考えられる。
結果的に小村は外務次官を2年3か月務めた。この時期の小村は、韓国問題や列国の対清活動、アメリカ合衆国のハワイ併合などに関する諸対策にあたった。特に力を入れたのは、大韓帝国での鉄道敷設権の獲得であった。1898年4月25日、西外務大臣と駐日公使ロマン・ローゼンとのあいだで西・ローゼン協定が結ばれたが、その内容には、日本の韓国への経済進出を帝政ロシアに認めさせる条文が含まれており、これには小村の進言の影響もうかがわれる。

#### 駐米公使・駐露公使の時代
1898年（明治31年）9月13日、駐米公使に任命された小村は、10月22日に日本を出発し、11月9日にサンフランシスコに到着し、ワシントンD.C.に着任したのは11月20日のことであった。小村にとっては18年ぶりのアメリカ合衆国である。当時、日米間には大きな懸案はなく、小村の外交官生活のなかでは比較的平穏な時期であったといえる。ニューヨークに出向いたり、旅行したりする余裕もあったが、小村が熱心に取り組んだのはフランス語の学習であり、とりわけ読書に没頭した。歴史書に親しみ、なかでもアメリカ史にかかわる書籍は大量に読んだ。しかし、基本的に社交を好まない小村は人脈を積極的に広げるということはしなかった。
1900年（明治33年）2月23日、小村はロシア勤務を命ぜられ、4月12日に離米して、途中、ロンドンに寄り、ロシアに到着した5月24日に駐露公使に就任した。ここでも小村はロシア語の学習に努めるが、しかし、駐米公使時代とは異なり、清では1898年に山東省に始まった義和団の活動が華北一帯へと波及するなど、危機的状況がいっそう深刻さを増していた。1900年6月10日、20万人に膨れあがった義和団の勢力が北京に入城、6月、日本公使館書記官杉山彬と駐清ドイツ公使クレメンス・フォン・ケーテラーが北京の路上で殺害され、義和団が公使館地域を占領した。こうした状況をみて、6月21日、西太后を中心とする清国政府が連合軍に対し宣戦布告し、戦争に発展した。小村は、日本が列国と共同行動をとり、突出しないことを保持しながらも救援部隊を即刻派遣するよう本国に通告し、ロシアとドイツの日本出兵反対論を封じた。清朝の宣戦布告によって北京籠城戦が始まり、イギリスからの再三の出兵要請に応えて山縣内閣は清国へ軍を派遣した。駐清公使に転じていた西徳二郎は福島安正率いる救援軍が来るまで、公使館に日本人居留者をかくまい、柴五郎らと協力して敵の襲撃から守り、救援軍到着後は自ら陣頭指揮にもあたったという。籠城戦は8月14日まで続いた。

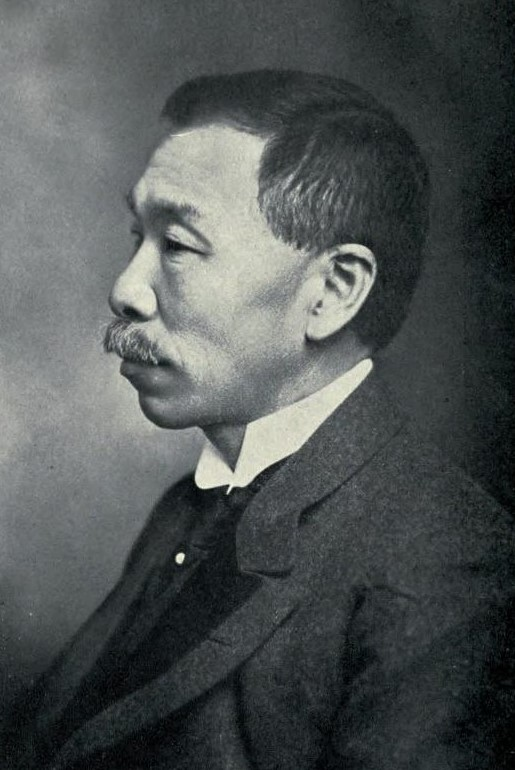
駐韓公使として韓国併合への道筋をつけた林権助

義和団の乱は1900年6月以降は北京をこえて満洲方面にも拡大し、ロシアが1896年の露清密約で敷設権を得た東清鉄道への攻撃もなされ、未だ建設途上の南支線（のちの南満洲鉄道）も被害を受けた。ロシアはこれに即座に反応し、皇帝ニコライ2世が進軍を命令、鉄道を守るため、15万を超える兵士が派遣された。ロシアは7月3日、黒竜江に臨むロシア領ブラゴヴェシチェンスクにおける軽微な発砲事件を口実に戦闘を開始した。ロシア軍は8月3日にハルビン、8月27日にチチハル、9月28日に遼陽、10月2日に奉天を次々に占領し、約2か月間で満洲全土の要部を制圧した。ロシアの満洲占領に対し、駐露公使の小村と駐韓公使の林権助らは、韓国問題のみをロシアと交渉してきた従来の方針を転換し、満洲問題と韓国問題を不可分のものとして把握したうえで、相互に満洲と韓国の完全確保を認め合う「満韓交換」という方針の採用を考えるようになった。
7月19日、駐韓ロシア公使のアレクサンドル・イワノヴィッチ・パヴロフが、日本の林駐韓公使に対し、韓国で義和団事件のような騒擾が発生した場合に備えて、日露両国による勢力範囲の画定と、勢力範囲内での秩序保全について互いに責任を持つという内容の協定を提案した。駐日ロシア公使のアレクサンドル・イズヴォリスキーも青木周蔵外務大臣に同様の提案をおこなったが、伊藤博文も井上馨もこの提案に対しては好意的であった。小村は、この提案には反対であり、ロシアの満洲占領が西・ローゼン協定で認められた日本の韓国における商工業の優越を脅かすものと考え、7月22日、満韓交換論に基づく意見書を提出し、青木外相の賛意を得た。首相の山縣有朋は、ロシアの満洲占領が既成事実化しつつある状況では小村の意見はロシアの受け付けるところにはならないだろうとの見通しを立て、どちらの意見も斥けた。10月2日にセルゲイ・ウィッテ蔵相と会談した小村は、自らの満洲・韓国勢力範囲分割案を提起したが、ウィッテは韓国の独立維持を脅かすような合意はできないとして、これに反対した。同日、奉天を占領したロシアにとっては、いまさら日本の保証を受けるまでもなかったのである。

#### 駐清公使として
1900年10月23日、小村は駐清公使への転任を命じられた。清国と列強の講和交渉は、10月15日には始められていたが、混乱の収拾にはほど遠い状況であった。日本陸軍では、西徳二郎公使は列強に対し協調的すぎて頼りにならないとの不平が高まっており、西自身も約2か月続いた籠城で体調を崩していた。そこで、かつて代理公使として日清開戦にあたって交渉し、民政庁長官の経験もあり、押しの強さを期待できる小村に白羽の矢が立ったのである。小村は11月8日にロシアを離れ、ロンドン、ニューヨーク、バンクーバーを経て12月19日に帰国し、この日をもって駐清公使に就任し、12月27日に日本を出発して1901年1月6日に北京に着任した。
これに前後して駐日ロシア公使のイズヴォリスキーが1900年12月20日と1901年1月7日の2度にわたって加藤高明外相と会談し、日本に対し、韓国中立化の提案を申し入れてきた。これは、井上馨がそれを支持しているとの情報をつかんでいたからであったが、最も強固に反対したのが小村であり、北京着任直後の1月11日に意見書を送っている。その理由は、韓国における日本の地位は満洲におけるロシアの行動を多少なりとも抑制しており、なおかつ、すでに日本は韓国において政治的にも商工業の面でも最大の利益を保持しようと決意し、共通の認識となっているのに、これを放棄する理由はなく、放棄すれば日本の威信にかかわるというものであった。小村の意見は満韓の同時中立化ないし満韓の交換であり、満洲問題と韓国問題はあくまでも連関させて解決を図るべきというものであった。加藤外相自身も韓国のみの中立化提案には反対だったので、1月17日、西・ローゼン協定を理由に、イズヴォリスキーの提案を公式に拒否した。
小村は、駐清公使赴任当初より義和団事件の講和会議全権として事後処理にあたった。ただし、和平交渉そのものは1900年12月30日には既に大枠が定まり、一定の妥結をみていた。10か国以上が関わる国際会議で清国との個別交渉は不可能と判断した露仏両国の見解に日本も賛成し、清国もまた合同協定の内容に同意していたからであった。とはいえ、処罰の程度や賠償金の額など議論しなければならない議題は多岐にわたり、諸国の利害関係は多様で複雑に絡み合っていたため、会議は長期化した。1901年3月、小村は英仏独の公使とともに清国の財源調査のための委員会の委員となり、清国の関税収入を詳細に調査して緻密な覚書を提出し、賠償額交渉の進展に寄与した。さらに小村はアメリカのウィリアム・ウッドヴィル・ロックヒル駐清公使とともに清国の外交改革に尽力した。ここでの小村駐清公使の活躍はめざましく、「日本外交に小村あり」の声が世界でもささやかれるようになった。

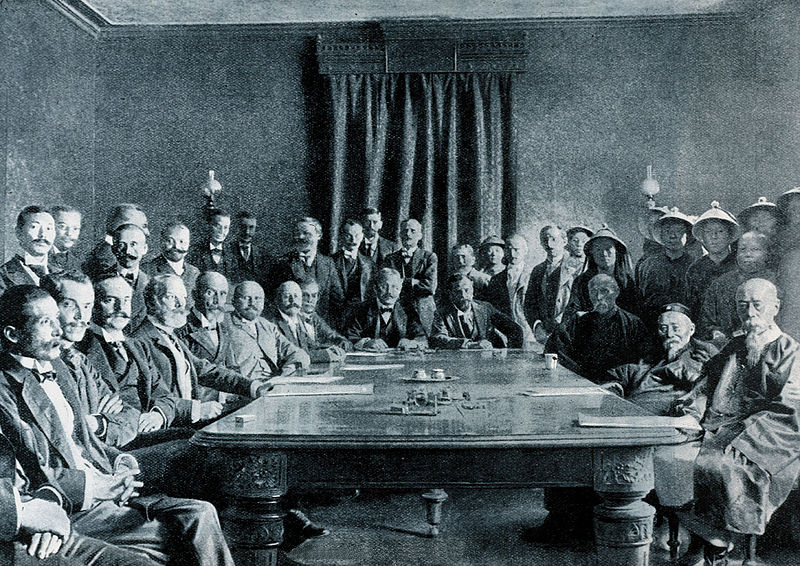
北清事変最終議定書の調印式
----
左から2番目に小村寿太郎、右から2番目に李鴻章

一方、ロシアの満洲占領という事態については、露清両国の満洲現地軍相互の密約があり、本調印はなされなかったものの清国の主権はおおいに損なわれたままであった。小村は加藤外相に逐一清国の情報を提供したほか、3月には李鴻章と会談して密約には日本は断固として反対であると圧力をかけた。加藤外相もイギリス・ドイツの両国に協力を要請し、その賛意を得たうえで、1901年3月20日に駐日清国公使の李盛鐸を招いて会談を開き、日・英・独の意向も伝えてロシア側要求を拒絶するよう勧告し、ロシアに対しても、珍田捨巳駐露公使に電訓し、ロシアの対清要求は満洲に保有するロシアの権利防衛に必要な限度を超えたものであり、列国代表者会議に提案して協定すべき問題であると通告した。ところがロシアは、4月5日付官報において露清交渉打ち切りを宣言し、同内容の通牒を関係各国に示した。加藤外相は4月16日の公使宛書簡で小村の尽力について感謝し、その労を厚くねぎらったが、ロシアの満洲撤兵問題は宙に浮いたままとなった。小村は講和会議の席上でもロシア全権のウラジーミル・ラムスドルフ外相に満洲撤兵を強く要求している。
1901年9月7日、清国および11か国との間でようやく北京議定書（辛丑条約）が調印され、義和団戦争の戦後処理は本議定書によってなされることとなった。小村にとっては、満洲占領問題こそ解決できなかったものの、賠償金も得られ、北京に駐在する自国民の生命・財産を守るための駐兵権が認められたことは、とりあえず満足すべき結果だったろうと考えられる。なお、議定書の内容は清国にとって苛酷なものとなったが、窮地に陥った清国の内情が知られるにつけ、列強の側も清国に対する圧迫を手控え、清国政府の主権と領土を支持するなかで自国の権益を守る姿勢へと態度を修正していった。小村は、講和会議の交渉中の6月、日本から思わぬ知らせを受けていた。それは、新首相桂太郎からの外務大臣就任要請であった。

### 2度の外務大臣に

#### 第18代外務大臣
1901年6月、小村は日清戦争以来小村を高く買っていた桂太郎に招かれ、第1次桂内閣の外務大臣に就任することとなった。彼の友人たちは、桂内閣発足時には3か月の短命政権で終わるだろうとの憶測が飛び交ったので、入閣は損だからやめた方がよいと小村に忠告している。しかし、小村は3か月もあればイギリスとの同盟もまとめられるし、これは何としてもやらなければならないとして周囲の忠告は聞かずに入閣した。
ただ、小村は北京議定書調印のため清国を離れることができなかったため、その間、曾禰荒助蔵相が外相を兼ねた。一方、1901年7月15日、イギリスに帰国中のクロード・マクドナルド駐日公使が日本の林董駐英公使に対し、恒久的な日英同盟について打診したことから日英提携の動きが活発化し、7月31日、林はイギリス外相ランズダウン侯爵と協議に入った。

##### 日英同盟

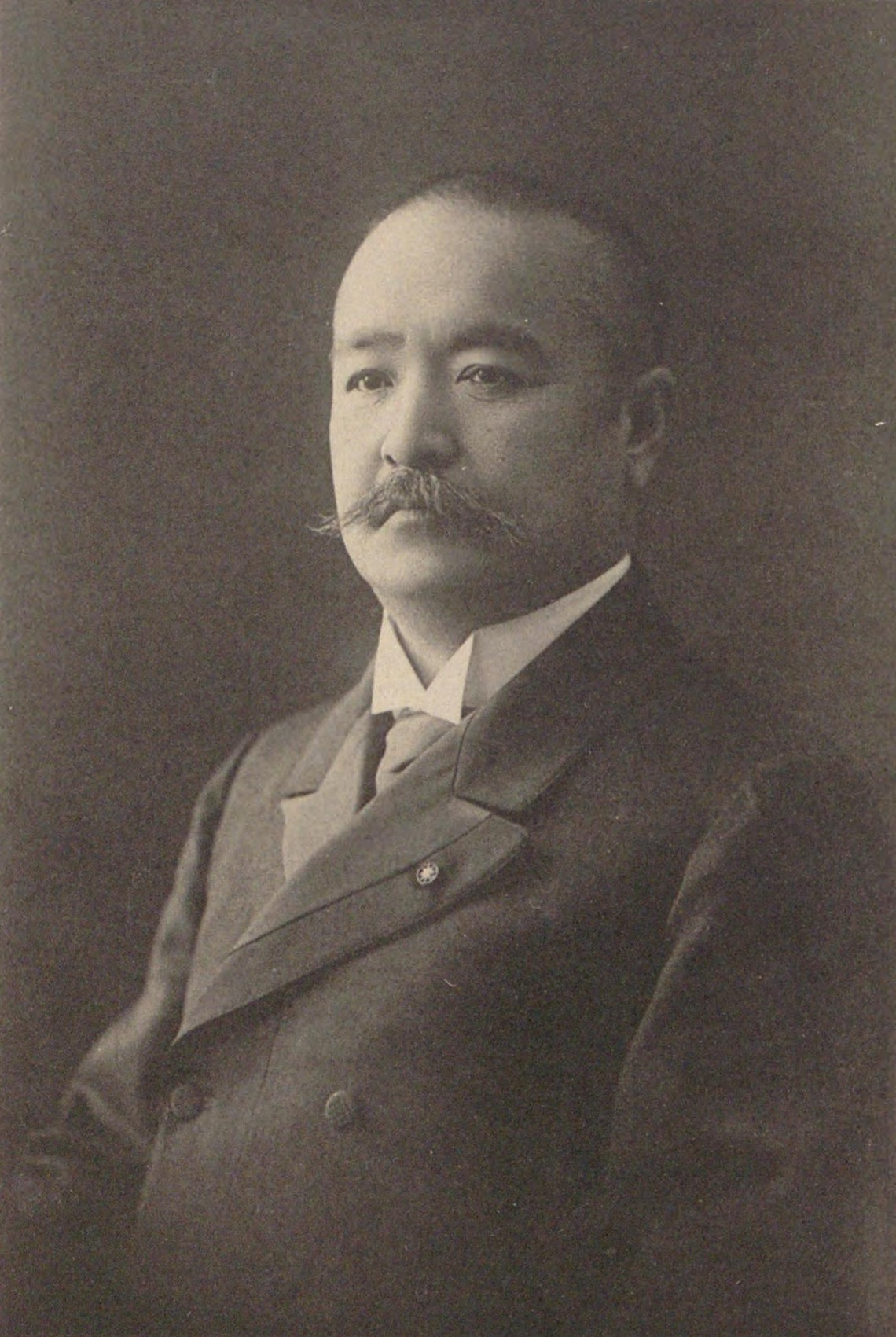
日清戦争のとき以来、小村を高く評価してきた首相桂太郎

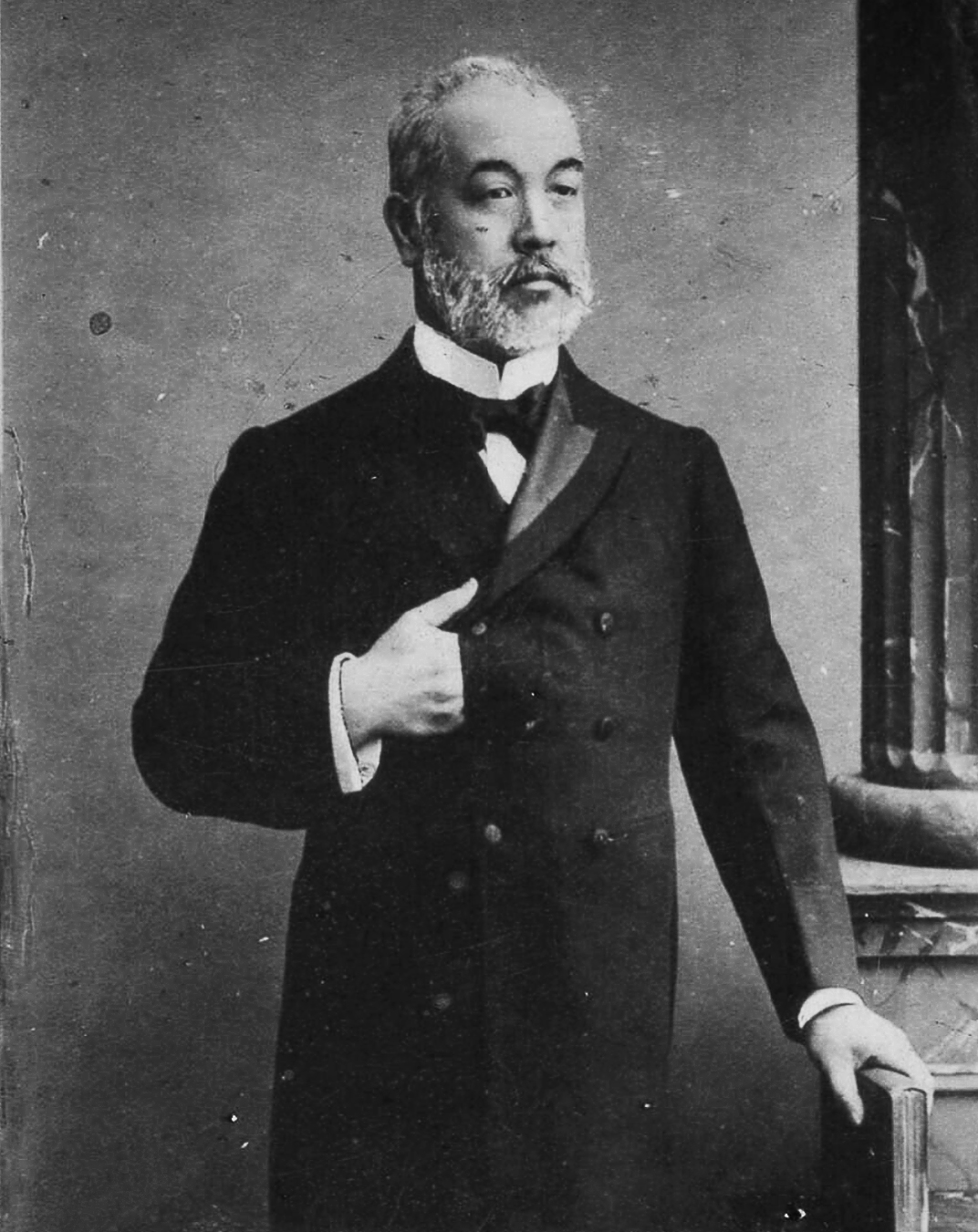
日英同盟交渉を推進した林董

日英交渉がなされているさなか、日露協商を模索していた伊藤博文がヨーロッパに旅立ったのと入れ違いに小村が帰国し、9月21日に正式に外相に任命された。したがって、イギリスとは同盟交渉を、ロシアとは将来の連携を見据えての意見交換を、それぞれ併行して進めるという9月11日の会合に小村は出席していなかった。10月8日、小村は林公使に同盟交渉開始を訓令し、交渉のための正式な権限を与えた。
11月に入り、イギリス側から具体的な同盟条約の草案が示されたが、同時にイギリスからはダブル·ディーリング、すなわち二股交渉への警告が思いかけずも発せられた。日本政府部内では日英同盟と日露協商は相互に対立するものではなかった。しかし、イギリスからの警告は、山縣や桂を9月時点での二兎を追う発想から日英同盟最優先の発想へと傾斜させた。
12月7日、桂の葉山別邸で、伊藤と大山巌を除く、山縣・井上・西郷従道・松方正義の4人の元老に桂・小村を加えた元老会議が開かれた。ここで小村は「日英協約に関する意見」を提出し、韓国問題を日本の希望通りに解決するためにはロシアとの間の単純な二国間交渉だけでは到底無理であり、交戦も辞さずの決心を示すか、さもなくば第三国と結び、その共同の勢力を利用して、ロシアにやむを得ず日本の要求に応じさせるかのどちらかしかないと論じた。そして小村は、日露協商は仮に成功しても利点が少ないと主張した。その理由として、日露協商は東洋平和を維持しても一時的なものにとどまってしまうこと、経済上の利益が少ないこと、清国人の感情を害すること、イギリスの感情を害し、結果として同国と海軍力で拮抗する必要が生じることの4点を挙げた。これは、小村自身のロシアへの不信感を表したものではあったが、一方で日英同盟のメリットとして、恒久的な東洋平和、清国における門戸開放、韓国問題の解決、財政上の便益、通商上の利益、防衛負担の軽減など7点を挙げている。小村がこのような二者択一的な問題設定を行ったのは、9月11日の決定に縛られず自由な立場にあったうえに、イギリスからの警告を重くみたためと考えられる。ただし、小村はこのとき、むしろロシアとの戦争を避けるために日英同盟論を展開していた。桂は元老会議に先立って根回しをしており、11月30日に山縣、12月2日に西郷、12月5日に松方の同意を得ていた。これに小村の意見書が奏功して、伊藤による日英同盟締結延期の具申があったにもかかわらず、結果的には元老会議では全会一致というかたちで日英同盟締結案を可決したのであった。
元老会議終了後、小村は反対なしで日英同盟推進路線が可決されたことを林董駐英公使に報告し、続いて閣議決定された日本側による協約修正案を伝えた。12月12日と16日、林・ランズダウン会談が開かれ、その都度小村も林公使に指示をあたえたが、現地交渉は必ずしも順調とはいえなかった。しかし、その間、ロシアとの交渉を行っていた伊藤博文が、あまりに非妥協的なロシアの態度に業を煮やして日露協商そのものを断念してしまった。1902年に入るとイギリスの姿勢も軟化してランズダウン侯爵が林公使に修正案が示され、1月18日の林・ランズダウン会談ののち、イギリス側の閣議を経た修正案が1月24日に林公使に提出され、それを受けて1月29日、日本側も閣議決定を行って同修正案を受諾、翌1月30日に日英同盟条約がロンドンで調印されたのである。
小村は日英同盟締結の功により男爵位を授与され華族に列し、勲一等と賜金1万円も与えられた。各地で開かれた日英同盟祝賀会に小村も何度か招かれており、政権内での桂、小村の威信は高まった。

##### 満洲還付条約
一方、義和団事件の外交決着として北京議定書が調印されたことにより、ロシアとしても満洲占領問題について何らかの決着を図らなければならなくなった。1901年10月5日、駐清ロシア公使のパーヴェル・ミハイロヴィチ・レサールは清国に対し、3年間で完全に全満洲から兵を引き揚げるという内容に付帯条件を付けた新提案をおこなったが、条件は以前よりいくらか緩和されていた。しかし、これらの条件によって満洲が軍事的にロシアの統制を受けることは明白であった。

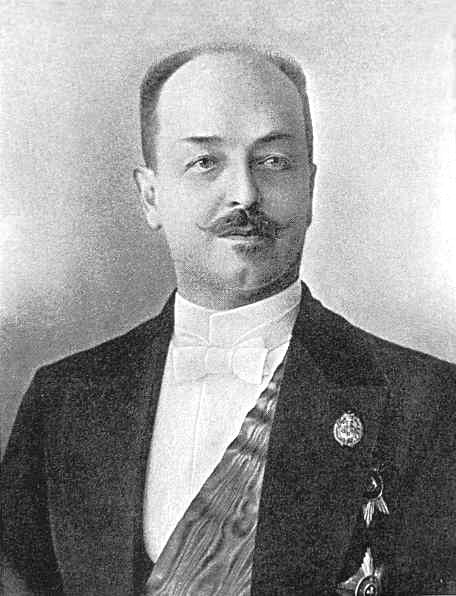
ロシアのウラジーミル・ラムスドルフ外相

これに対し、小村外相は積極的に動いた。小村はまず、駐清代理公使の日置益に電訓を発令し、清国に対し、重要な交渉を開始する場合は日本政府に相談すべきことを、外交担当者である慶親王奕劻に伝えた。10月21日には、慶親王に対し、今回は以前より改善されているとはいえ、なお清国の主権を損ねる条項を含み、改変を要するとして、10月31日、慶親王は調印前に必ず日本側と協議することを確約した。小村は、これをただちに英米両政府にも伝え、日・英・米の三国でその成立を阻止しようとした。さらに小村は、駐露代理公使を通じてラムスドルフ外相に日本政府を見解を伝え、11月8日、満洲駐屯の清軍の兵数を前もってロシア側に知らせることは予防的措置としては認められるものであっても、清国が負うべき生命・財産の保護や秩序維持による国際的義務の履行を妨げることにつながる条件は一切付けるべきではないと申し入れた。これに対し、ラムスドルフは「ロシアの必要と清国の事情」を熟考して決めた中庸を得た条件であり、独・仏両国首脳も同意したものであると答え、日本国内の新聞の論調があまりに反露的なので緩和してもらいたいとの希望を添えた。小村は新聞報道は日露関係には影響を及ぼさないと通告した。

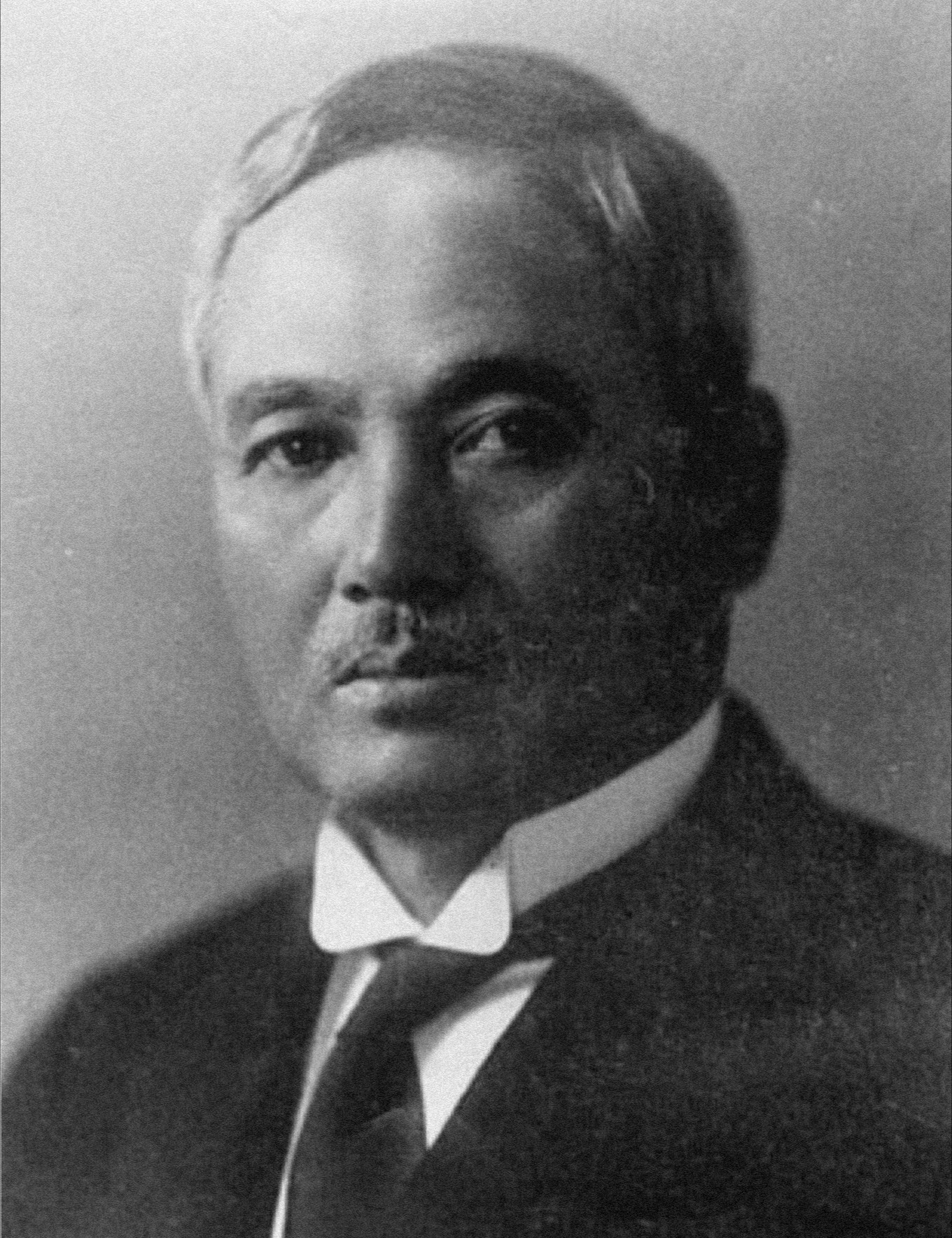
のちに通算在職期間最長の外相となる内田康哉

11月7日の李鴻章の死去後、清国では慶親王が専らレサール公使との折衝にあたることとなった。12月9日、慶親王は新任の内田康哉駐清公使と会談し、ロシア側提示の協約案と慶親王による修正案とを内示して日本側の意向を求めた。露清双方の協約案について内田より報告を受けた小村は、それが調印された場合、清国の主権が侵害される怖れがあるとし、逐一日本側の考えを示してこれにアドバイスした。しかし、その過程の質疑応答で、清国政府と露清銀行との間で鉱山などの企業に対する重大な特権譲与事項が懸案となっており、12月14日には露清銀行に優先権を与える一契約を同銀行の支配人との間で折衝中であることも露見した。小村は1902年1月25日、露清銀行の特権に関する条項は、諸国の条約上の権利を侵害するものであり、満洲撤兵問題とは無関係のものであるから拒絶すべきであると内田公使を介して慶親王に伝えた。これに対して慶親王は、満洲を回復する機会を逃さないためには、多少の利権をロシアに譲与しても速やかな撤兵を優先すべきとの考えを示し、小村に理解を求めた。しかし、小村はあくまでも従来の方針を堅持し、露清銀行の件は撤兵の先決要件にはなりえず、これを今持ち出すのは新たに補償の性質を条件に加えるものになると訴えた。そして、ここで妥協することは、清国の貴重な特権をロシアに一方的に付与するものであるのみならず、明らかに他国の条約上の権利を無視しており、機会均等の原則にも反するとの見解を内田公使を通じて清国側に伝え、そのうえで、英・米両国にもこの件を連絡した。イギリス政府はこれを受けて、ロシアが北京議定書で定めた賠償金以上の額を清国から得ようとするのは、諸国協定の趣旨に背くとしてロシアを批判し、清国には、清が露清銀行に特権を与えるならば、イギリスとしても同等の利権を要求する旨通告した。アメリカも露清交渉には憂慮の念をいだいているとして両国政府に対し強い抗議の意思を表明した。
列国の反響に背中を押された慶親王は内田公使に対し日本の好意に謝意を示し、毅然としてロシアの要求を受け入れない態度に転じた。レサールもこれにはなすすべがなく、2月8日、あらためて提案しなおした。日英同盟の締結後は、慶親王はこれに大きな力を得て、露清銀行契約案には調印しないことを再び明言した。以後、レサールと慶親王は数次にわたって交渉を重ねたが、ロシア側は徐々に軟化の姿勢をみせ、1902年4月8日、北京において満洲還付条約が締結された。満洲進駐のロシア軍を第1次から第3次までの3回に分け、それぞれ半年ずつの期間を設けて計1年半かけて南から順に満洲全土から撤兵し、最終的には同地を清国の主権に返還することが決定したのである。

##### 日露戦争への道

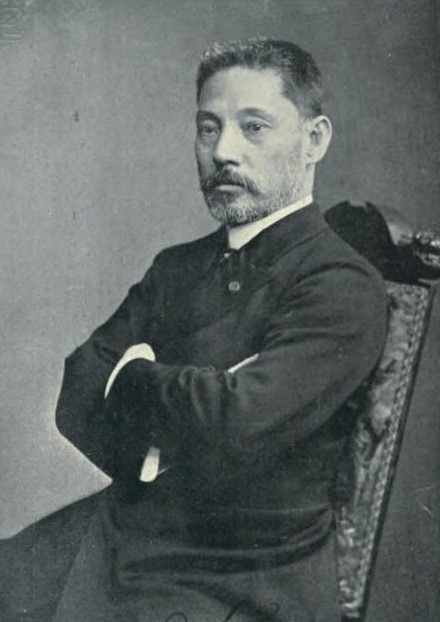
ハーバードに留学して法学を学んだ栗野慎一郎

日英同盟が締結される前の1902年1月20日、小村外相は栗野慎一郎駐露公使に対し、将来の日露協商に向けた予備交渉を訓令した。イギリスの警告によってダブル·ディーリングは放棄したものの、日英同盟交渉と日露協商予備交渉を並行して進めるのは政府の既定方針だったからである。逆に、日英同盟の調印は日本の立場を強め、日露協商締結の機会をもたらすことさえ期待された。事実、ロシアは清国と満洲還付条約を結んで、満洲からの撤退を決めたのであり、小村はこれをロシア政府内での穏健派勢力の回復ととらえていたのである。
1902年7月7日、小村は栗野公使に対し、清国と韓国における日露の勢力範囲を定める新たな日露協商を締結するための秘密交渉を打診するよう指示した。栗野は一個人の資格で7月23日と9月14日の2回、ラムスドルフと会談の機会を得た。小村は11月1日、協商の骨子として5条から成る案を内示したが、実は栗野が9月時点で独自の協商私案をロシア側に提出していた。栗野の案は小村の案に比べるとロシア側に譲歩したものであったが、小村は出してしまった栗野案を撤回させることはせず、ロシア側の出方を待つ一方、以後、独断での妥協をおこなわないよう命じた。ロシアではこののち1903年2月7日、会議が開かれ、栗野案を受け入れる方向性が示されたが、協商を結びたがっていることを日本側に悟らせないために、次の日本側提案を待った。一方の栗野は先年の9月以来、ずっとロシア政府からの回答がないことを悲観し、彼自身も交渉再開を希望しなかったので、この交渉は自然に立ち消えとなった。実らなかったものの、この時期の小村が日露関係の改善を望んでいたことは間違いない。
ところが、ロシアは満洲還付条約に定められた1903年4月8日の第二次撤兵期限を守らず、逆に増派したうえで7箇条の撤兵条件を清国にせまったことにより、事態が急変する。日本国民の反ロシア感情は急速に高まり、軍部が警戒感をいだいて、龍岩浦事件がそれに拍車をかけた。
4月21日、京都の無鄰菴（山縣別邸）に伊藤·山縣·桂·小村の4人が集まり、「日本に有利な満韓交換」を最終的に提議し、最低でも「対等な満韓交換」という交渉方針、言い換えれば「朝鮮は如何なる困難に逢着するとも断じて手離さざる事」をロシアに認めさせる方針を確認し、元老·内閣の意思統一を図った。ここに至っても小村には開戦の意思はなかった。しかし、撤兵の違約から2か月以上経過しても事態がいっこうに進展しなかったことを心配した明治天皇は、6月20日、桂と小村に対して御前会議の召集を命じた。
1903年6月23日、これを受けて御前会議が開催された。内閣からは桂、小村、山本権兵衛海相、寺内正毅陸相、元老からは伊藤、山縣、井上、松方、大山巌が参加した。この御前会議で小村は「対露交渉に関する件」と題する4点から成る意見書を提出した。その基本は、あらためて韓国が日本の安全保障にとってきわめて重要であるとの認識に立つものであり、井上が若干の異議を呈しただけで終始小村の意見が会議をリードし、「日本に有利な満韓交換」をめざし、最終的に譲歩するとしても「対等な満韓交換」をくずさないという小村意見書をもとに日露協商案要領が策定された。この決定にもとづき、7月28日、小村は栗野にロシアとの交渉を再開するよう訓令を送り、栗野は8月5日、このことをロシア側に報告し、8月12日、栗野はロシア側へ交渉基礎案を提出して日露交渉が再び開始された。

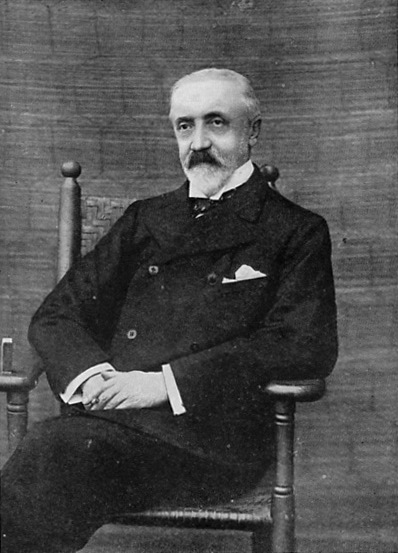
駐日公使ロマン・ローゼン

8月に始まった日露交渉は、9月7日、場所を東京に移して小村と駐日ロシア公使ロマン・ローゼンが全権委員に選ばれた。9月末から10月にかけて小村とローゼンは4度にわたって会談を開いたが、ローゼンは、満洲問題は露清二国間関係の事案であるとして日本の介入を決して許さない一方、韓国問題についてはロシアの権利を主張するので、満韓交換という線で事態を打開させたい小村とはかみ合わず、議論は平行線をたどるばかりであった。ローゼンはまた、新たに大韓帝国における北緯39度以北を中立地帯とする提案もおこない、小村を驚かせている。会談によってむしろ日露双方の対立点は明瞭になった。
交渉開始前の8月時点ではロシア側も開戦の意思はなかったが、10月にはむしろ日本との対決も辞さずという強硬なものとなっていた。これは、ロシア側からすれば日本案が協商準備交渉での日本案とくらべても敵対的とみられたからでもあった。当初はロシアに宥和的な栗野案だっただけに強硬な小村案に対するロシア側の怒りも募っていたのであり、日本との対立を極力避けようとしてきたセルゲイ・ウィッテが蔵相を解任されていたことも少なからず影響していた。10月30日には小村がローゼンにロシアの修正案への対案を提出したが、その内容は、日本が韓国に対し依然として軍事上の助言・指導をおこなうとしながらも軍事施設は設けないこと、中立地帯は韓国・満洲国境の両側に設定することなど、ロシアに対して相当に妥協したものであった。12月11日、ロシア側の回答が寄せられたが、北緯39度以北の中立地帯の件や日本の韓国での「優越なる利益」も民政上に限るなど、10月提出のロシア案と大きな変更はなく、返事も遅かったこともあって日本側を失望させた。実は、ロシア側は満洲が日本の利益範囲内であることをわずかに認める譲歩を行っており、それにイギリスが気づいて日本に指摘したのだったが、日本はこれを重視しなかった。12月20日、小村らは交渉そのものが無意味ではないかと考えるようになっており、伊藤博文でさえ開戦を意識するようになっていた。12月23日、ロシアに再考を促す日本案が提出されたが、1904年1月6日のロシア側回答は前回とほぼ変わらなかった。
ここに至って小村は交渉による解決の望みを完全に捨て、海軍の準備が整い次第、正式な交渉断絶を経て対露開戦すべしとの意見書を提出し、これは1月12日の元老会議・御前会議に原案とされたが、結局、小村起草の修正案が決定された。これを受けて小村は1月16日、韓国全土を日本の勢力圏に置く提案を行い、他の参加者の賛意を得た。伊藤博文と山縣有朋はこの席で、韓国へ2個師団程度を派遣して高宗の身柄を確保し、そのうえで日露交渉を継続して満韓交換を実現していく案を示したが、桂・小村・山本海相は、韓国出兵は戦争につながり、しかも宣戦布告前の韓国占領は列国の支持を失い、なおかつ、日本が制海権を得ていないために危険な策であるとして反対した。これについては、内閣側の主張が通った。2月3日、ロシア旅順艦隊が出港したとの情報が芝罘領事からもたらされた。小村は2月4日の御前会議で他の閣僚や元老とともに対露開戦を決定、5日は動員が下され、2月10日には宣戦布告が発せられた。

##### 戦時外交
開戦後の2月8日、日本軍は仁川を、9日には漢城（現、ソウル特別市）を占領した。2月12日、ロシア公使館は韓国より撤収、日本はこれを接収した。対韓政策を何よりも重視する小村は、すでに秘密交渉を進めていた林権助に命じて2月13日に議定書案を大韓帝国の李址鎔外部大臣署理に提出、2月23日、韓国の協力を最大限引き出す、圧倒的に日本に有利なかたちで日韓議定書を結んだ。

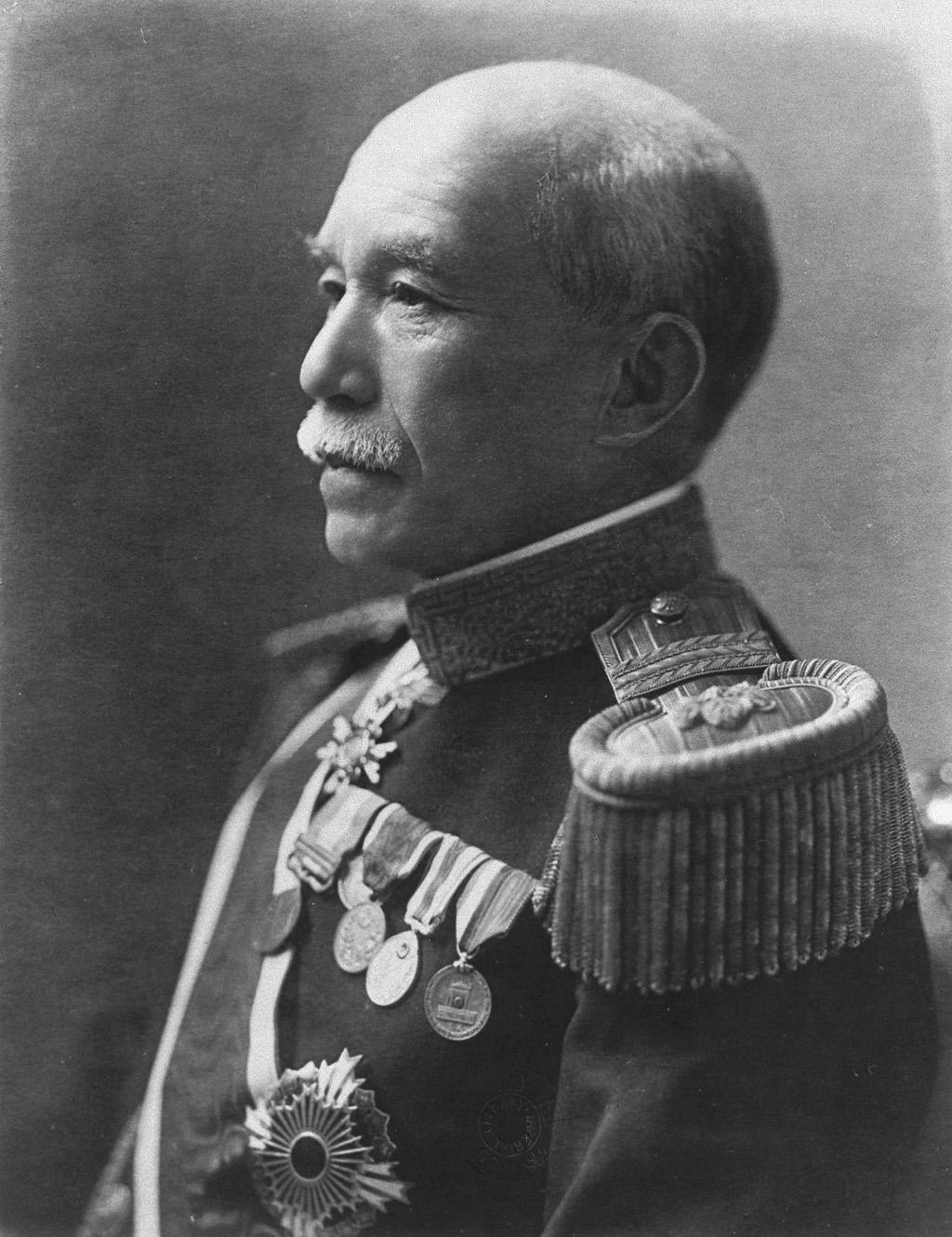
米国留学時代以来の親友、金子堅太郎

小村はまた、国内外の広報活動にも力を入れた。日本はやむなく戦争に突入したことを訴えるべく、ロシアとの交渉経緯を公表し、それが『東京日日新聞』などの新聞メディアが連載されることによって、国民の一致団結と国民からの戦争協力に役立てようとしたのである。英米両国に対しては特使を派遣して広報外交を展開した。特使に選ばれたのは、「伊藤（博文）門下の四天王」といわれた末松謙澄と金子堅太郎であった。伊藤の女婿でもある末松はケンブリッジ大学卒業の経歴を買われて2月10日にイギリスに、留学時代以来の小村の親友である金子はセオドア・ルーズベルトとも旧知の仲であることも考慮されて2月24日にアメリカに、それぞれ出発した。それに先立ち、小村は、2人にロシア側の非妥協的な交渉態度が今次戦争を招いたことを訴えることと、英米両国における黄禍論の広がりを食い止めることを訓令した。
日本は満韓交換を求めて交渉に失敗した結果、日露開戦に踏み切ったため、開戦直後の満洲に対する構想は白紙に近かった。満洲からロシア軍を駆逐したとして、戦後の満洲保全を担保する手立てとしてまず考えられたのは満洲中立化構想であった。ところが、日本軍が予想以上に勝利を続け、日本軍占領地が北へ拡大するという展開に小村は敏感に反応していった。小村が7月に桂太郎首相に提出した意見書では、戦争の結果、韓国を事実上日本の主権範囲にすることにともない、満洲もある程度まで日本の勢力範囲とすべきことを主張している。
韓国支配の強化は、こうした動きと併行して進められた。5月末には「対韓方針に関する決定」と「対韓施設要領」が閣議決定されると、小村は林駐韓公使に一時帰国を命じ、6月中旬から7月中旬にかけて対韓政策を林と協議・検討し、それを踏まえて林を韓国側の外交担当者と交渉させた。その結果、8月22日、林権助駐韓公使と外部大臣尹致昊の間で第一次日韓協約が調印された。これを受けて、大韓帝国財務顧問に目賀田種太郎が、外交顧問にはアメリカ人ダーハム・W・スティーブンスがそれぞれ日本政府の推薦を受けて就任した。小村はさらに1905年2月に丸山重俊を警務顧問として韓国に派遣した。1905年4月8日に閣議決定された「韓国保護権確立の件」は、小村が原案作成に大きく関与していたものであり、これにより韓国保護国化が日本政府の外交目標にすえられた。ただし、これは欧米諸国からの承認が必要であった。

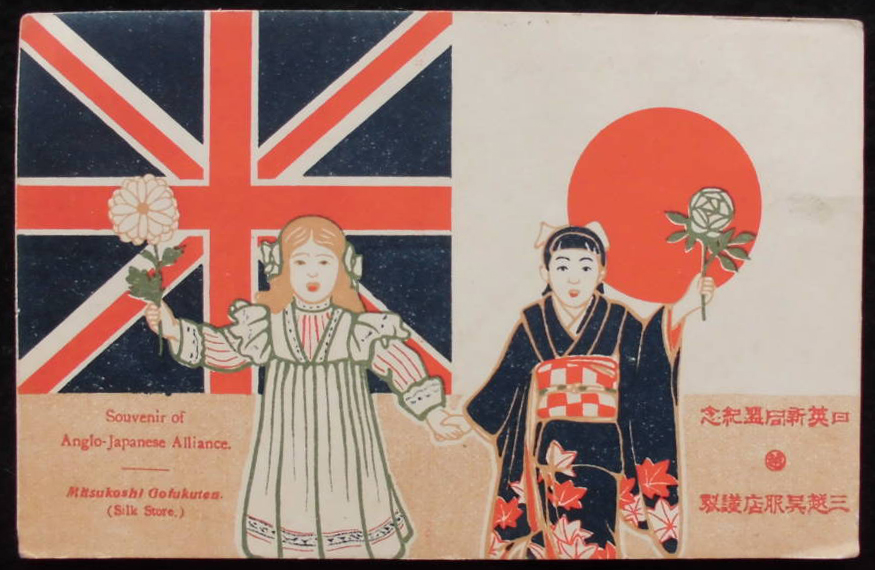
第二次日英同盟調印記念はがき（三越百貨店）

このような理由から、日本側は日英同盟のいっそうの強化を願い、小村も1905年2月12日の日英同盟3周年記念式典で同盟を高く評価し、強化を望む演説をおこなった。一方のイギリスは、日露戦争後の極東で日露が和解した結果、イギリスが孤立することを危惧して同盟強化を願っていた。チャールズ・ハーディング駐露大使とマグドナルド駐日公使の報告を受け取ったイギリス外相のランズダウン侯は同盟改定の必要を感じ、3月24日に林董公使を呼んで改定交渉を打診した。3月16日の奉天の会戦で日本が勝利したことからランズダウンは日本の軍事力に期待をいだき、アーサー・バルフォア英首相も渡英中の末松に同盟強化に意欲的な発言をおこなった。しかし、イギリスは同盟強化を同盟適用範囲の拡張ととらえており、それに気づいた小村は3月27日、林公使に対し、イギリス側との意見交換を許可しながらも日本側には同盟拡張の意図はないとし、イギリスに主導権を握られないよう注意を促した。
4月8日の日英同盟継続交渉開始に関する閣議決定を経て、4月16日に小村は同盟交渉方針を林公使に訓令したが、その要点は韓国保護国化の承認を英国には求めながらもイギリスが期待する同盟範囲の拡張にはあくまで同意しないというものであった。4月19日の林・ランズダウン会談は友好的な雰囲気のなかでおこなわれたが、慎重な林は韓国保護国化の要求は時期尚早として持ち出さず、有効期限は7年にしたいという希望を伝え、ただし、改定のポイントは同盟範囲の拡張ではないとイギリス側に釘を刺した。5月17日の正式会談では、ランズダウンの側から、純粋な軍事同盟への強化と同盟範囲をインドまで拡張することの2点がイギリス案として提起された。林はその場では返答しなかったが、小村に対してイギリス案を受け入れるよう要請した。5月24日、小村の意見書にもとづいて日英同盟継続に関する閣議が開かれたが、ここで小村は従来方針を転換して基本的にイギリス政府の意向に沿うものを骨子とした。すなわち、同盟範囲をインド以東に拡張し、一国からの攻撃によっても同盟が発動されることを認めたのである。ただし、韓国とインドをめぐっては日英双方の見解はなかなか一致せず、ここで小村は林公使の意見もしりぞけて強硬な姿勢をくずさなかった（途中から、小村はポーツマス講和会議に出席するために離日し、桂首相が臨時外相を兼任している）。8月12日、第二次日英同盟条約はロンドンにて調印された。これにより、日本の韓国保護国化はイギリスによって承認され、清国における機会均等・門戸開放は維持され、また、同盟の有効期限は10年間とされた。
日本の対韓政策に関しては、アメリカ合衆国、とりわけルーズベルト大統領は常に好意的であり、1905年1月23日の高平・ルーズベルト会談でも韓国を日本の勢力圏下に置くことに賛意を示した。5月28日の日本海海戦での日本の勝利によってアメリカの支持は決定的となり、ルーズベルトはフィリピン行きの用事があったウィリアム・タフト陸軍長官に対し、日本に立ち寄って韓国支配を認めるよう指示した。7月25日に日本に着いたタフトは27日に桂首相兼臨時外相と会談し、その内容を29日にエリフ・ルート国務長官に打電、7月31日、ルーズベルトはタフトに合意の意思を伝えた。8月7日にはタフトから桂へ大統領の同意を伝え、桂・タフト協定が成立した。これは日本の韓国支配とアメリカのフィリピン支配を相互に認めあう内容であった。ただ、この同意だけでアメリカが日本の韓国保護国化を認めるかどうかに、日本側はやや不安を残していた。そこで、ポーツマス条約締結後、小村はルート国務長官と、また、高平駐米大使を同席させてルーズベルト大統領とも会談し、彼らの同意を得て、日本は完全に韓国保護化についてのアメリカの承認を取り付けたのであった。

##### ポーツマス条約

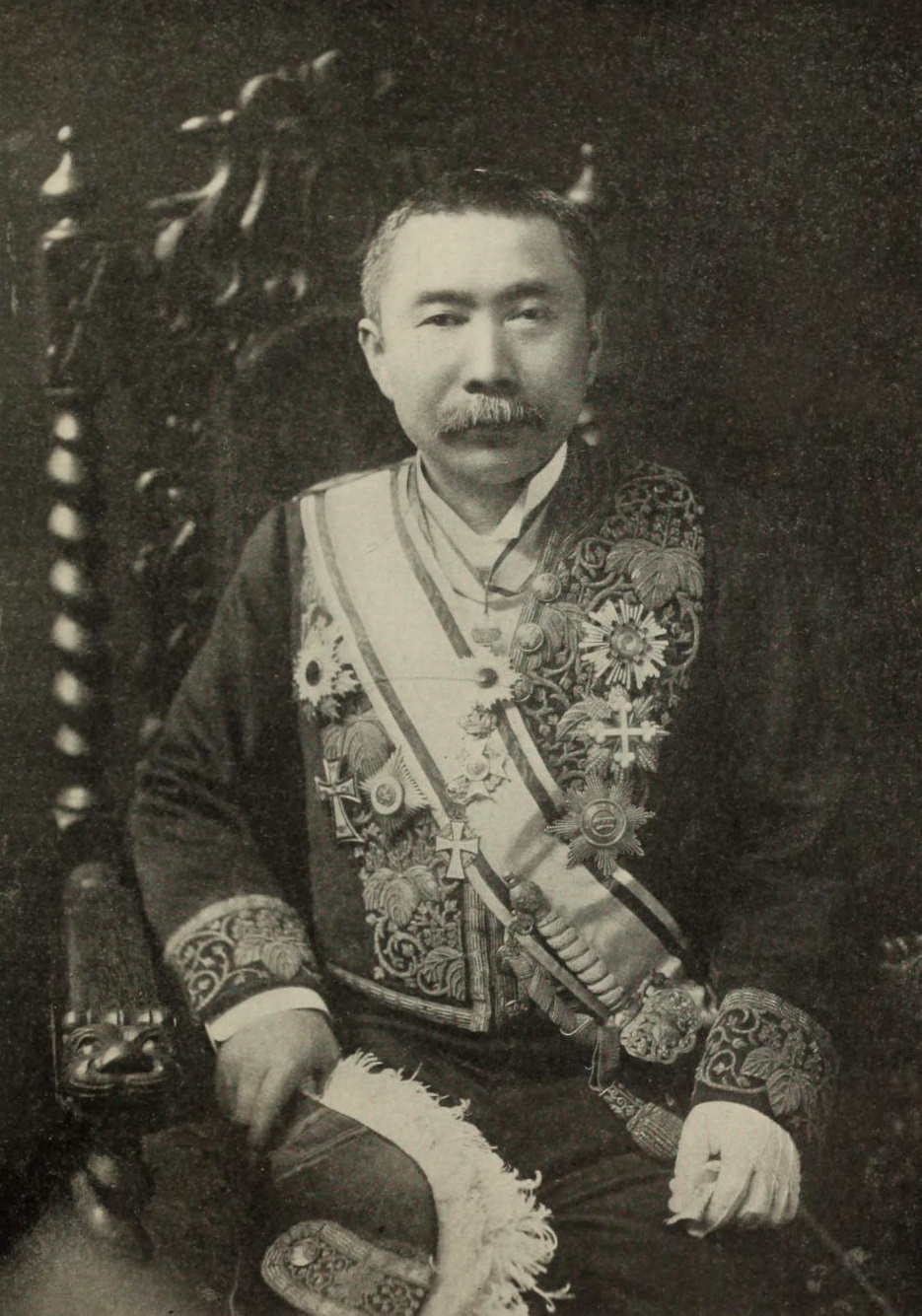
駐米公使で日露講和会議では次席全権を務めた高平小五郎

1905年5月27日から28日にかけての日本海海戦での完全勝利は、日本にとって講和への絶好の機会となった。5月31日、小村は、開成学校時代の同級生でもある高平小五郎駐米公使にあてて訓電を発し、中立国アメリカのセオドア・ルーズベルト大統領に「直接かつ全然一己の発意により」日露両国間の講和を斡旋するよう求め、命を受けた高平は翌日「中立の友誼的斡旋」を大統領に申し入れた。桂首相が日本の全権代表として最初に打診したのは伊藤博文であったが、側近が反対して伊藤は辞退した。結局、日露講和会議の全権委員には小村と高平駐米大使が選ばれ、7月4日、2人に全権委任状が手渡された。小村が全権を引き受けたのは、外相就任のときと同じで、自分にとって損か得かについては一顧だにしなかった。ロシア側全権は、元蔵相のセルゲイ・ウィッテと駐米大使（前駐日公使）のロマン・ローゼンであった。
日本は日露戦争に勝利したものの、この戦争に約180万の将兵を動員し、死傷者は約20万人、戦費は約20億円に達していた。満州軍総参謀長の児玉源太郎は、1年間の戦争継続を想定した場合、さらに25万人の兵と15億円の戦費を要するとして、続行は不可能と結論づけていた。とくに専門的教育に年月を要する下級将校クラスが勇敢に前線を率いて戦死した結果、既にその補充は容易でなくなっていた。一方、ロシアは、海軍は失ったもののシベリア鉄道を利用して陸軍を増強することが可能であり、新たに増援部隊が加わって、日本軍を圧倒する兵力を集めつつあった。
1905年6月30日、桂内閣は閣議において小村・高平両全権に対して与える訓令案を決定した。その内容は、「甲・絶対的必要条件」として(1)韓国を日本の自由処分にゆだねること、(2)日露両軍の満州撤兵、(3)遼東半島租借権とハルビン・旅順間の鉄道の譲渡の3点、そして、「乙・比較的必要条件」として(1)軍費の賠償、(2)中立港に逃げ込んだロシア艦艇の引渡し、(3)樺太および付属諸島の割譲、(4)沿海州沿岸の漁業権獲得の4点、さらに、「丙・付加条件」として(1)ロシア海軍力の制限、(2)ウラジオストク港の武装解除の2点であった。7月5日、訓令案は裁可された。
当時の日本の世論は、連戦連勝の報道を得て、多額の賠償金や領土の割譲を熱狂的に叫んでおり、7月8日、小村が日本を出発する際、新橋停車場に集った群衆は大歓声を上げてこれを送ったが、小村はそばを歩く桂首相に「帰国する時には、人気は全く逆でしょうね」と語ったといわれる。井上馨は、小村に対し涙を流して「君は実に気の毒な境遇に立った。いままでの名誉も今度で台なしになるかもしれない」と語ったといわれている。小村は、戦勝の興奮に支えられた世論を納得させることがいかに難しいことなのかをよく知っていた。7月20日、シアトルに上陸した小村は東部へ向かい、ニューヨークには7月25日に到着、ワシントンD.C.でルーズベルト大統領を表敬訪問して、仲介を引き受けてくれたことに謝意を表明した。講和交渉のおこなわれるポーツマスには8月8日に到着した。
ニューヨークに着いたウィッテはジャーナリストに対しては愛想良く対応して、洗練された話術とユーモアにより、米国世論を巧みに味方につけていったのに対し、小村は「われわれはポーツマスへ新聞の種をつくるために来たのではない。談判をするために来たのである」とそっけなく答えた。小村はまた、マスメディアに対し秘密主義を採ったため、現地の新聞にはロシア側が提供した情報のみが掲載されることとなった。

ポーツマス会議のようす。
----
向こう側左からコロストウェツ、ナボコフ、ウィッテ、ローゼン、プランソン、手前左から安達、落合、小村、高平、佐藤。

講和会議は8月10日から始まったが、8月12日の第2回本会議においてロシアのウィッテ全権は、韓国を日本の勢力下に置くことについて、日露両国の盟約によって一独立国を滅ぼしては他の列強からの誹りを受けるとして反対した。しかし、強気の小村はこれに対し、今後、日本の行為によって列国から何を言われようと、それは日本の問題であると述べ、国際的批判は意に介せずとの姿勢を示した。ウィッテも頑として譲らず、交渉は初手から暗礁に乗り上げた。これをみてとったロマン・ローゼンは、この議論の一部始終を議事録にとどめ、ロシアが日本に抵抗した記録を残し、韓国の同意を得たならば、日本の保護権確立を進めてもよいのではないかという妥協案をウィッテに示した。小村もまた、韓国は日本の承諾がなければ、他国と条約を結ぶことができない状態であり、すでに韓国の主権は完全なものではないと述べた。ウィッテは小村の主張を聞いて、ローゼンの妥協案を受け入れた。
ウィッテらはその後も賠償金支払いや領土割譲については論外であるとの強硬な姿勢をくずさず、交渉は難航した。一時は双方交渉を打ち切って帰国することまで覚悟したが、最終段階で南樺太のみの割譲で妥結した。ルーズベルトの助言もあって日本軍は樺太全島を占領していたが、そのうち北緯50度線以北については無償で返還するかたちになったので、これは小村にとっても失敗と感じられるものであっただろうと考えられる。外務省の後輩にあたる石井菊次郎によれば、その後の小村は樺太について口にすることを嫌がったという。
とはいえ、樺太と賠償金以外については、絶対的必要条件はすべて満たし、比較的必要条件の(2)(4)についても盛り込まれており、これらは日本軍が朝鮮半島と満洲南部を占領したうえで休戦したという状況の上に立ったものではあった。現実的にみて、日本政府の立場からは講和交渉の結果は成功を収めたといえたが、日本の民衆には条約内容に不満をもつ者も多かった。日露戦争で多くの負担を強いられてきた民衆の怒りは日比谷焼き討ち事件として爆発し、当日の参加者のなかには「小村を斬首せよ」と叫ぶ者もあったという。条約に不満をいだく人びとのなかには、小村の家族を脅迫したり、襲撃しようとしたりする者さえあった。
小村は条約を調印した翌日の9月6日、ニューヨークで体調をくずし、肺尖カタルに罹って治療に専念した。健康がある程度回復したとみられた9月27日、アメリカを発ち、バンクーバーを経由して日本に帰国した。船中で小村は、「韓満施設綱領」を書き、韓国は日本の主権範囲、満洲南部は日本の勢力範囲に帰したという情勢判断にもとづき、その後の韓国・満洲政策の指針とした。

##### 大陸への進出
10月16日に横浜港に到着した小村は、さっそく韓国での支配権の確立を進めた。韓国保護国化については、第二次日英同盟によりイギリスの、桂・タフト協定によりアメリカの、ポーツマス条約によりロシアの承認を得たこの時期が好機とみられた。10月27日の韓国保護権確立実行に関する閣議決定にもとづき、4か条より成る協約文がつくられ、11月18日深夜、第二次日韓協約が結ばれた。韓国は外交権が剥奪されて日本の保護国となった。漢城には韓国統監府が置かれることとなり、初代統監には伊藤博文が就任した。

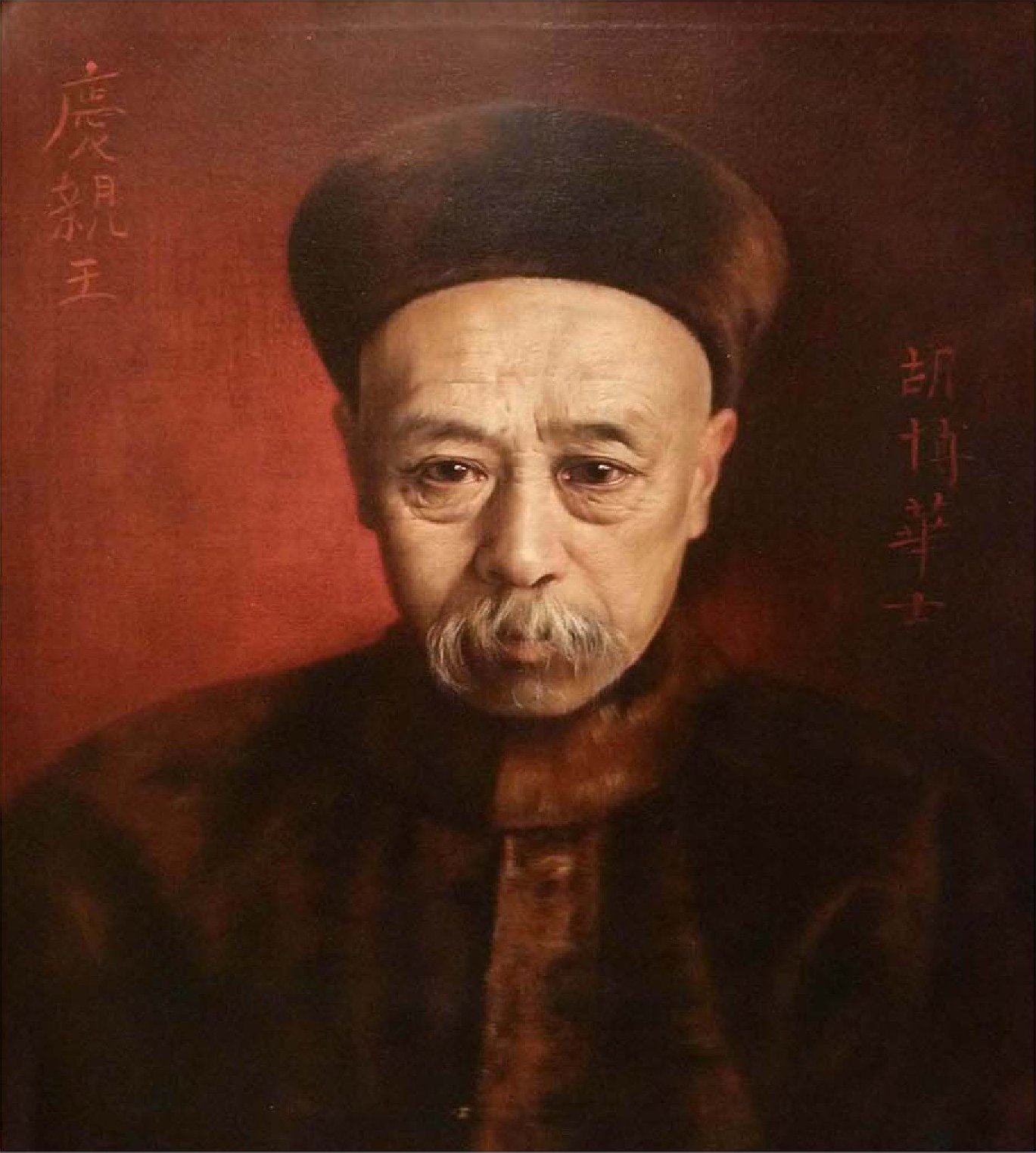
李鴻章亡き後の清国外交を担った慶親王奕劻

小村は、韓国だけでなく、満洲でも日本の権益を守ることに熱意を傾けた。小村滞米中の8月3日、アメリカの鉄道王エドワード・ヘンリー・ハリマンが来日し、9月12日、日本政府に対し韓国の鉄道と南満洲鉄道を連結させ、そこでの鉄道・炭坑などに対する共同出資・経営参加を提案した。ハリマンの提案を、日本政府は好意的に受け止め、元老の伊藤、井上、山縣はこの案を承認、桂太郎首相は南満洲鉄道共同経営案に限って賛成し、仮契約のかたちで予備協定覚書を結んだ（「桂・ハリマン協定」）。しかし、帰国した小村はこれに反対、桂や元老たちを説得して10月23日、これを破棄した。小村がハリマン提案に反対した理由の一つは、小村が井上馨などと違って満洲での鉄道経営は日本の国益につながると考えていたためであり、もう一つは、金子堅太郎の情報によって、ハリマンのライバルであるモルガン系の企業から多額の融資を受ける目途が立っていたためである。
さらに小村は、清国にポーツマス条約の決定事項を認めさせるために、11月12日、自ら特派全権大使となって北京に乗り込んだ。11月17日から内田康哉とともに北京会議に臨んだ小村であったが、対する清国側全権は慶親王奕劻、瞿鴻禨、袁世凱であった。ロシアがいなくなった満洲の地に日本の勢力が新たに入ってくることについて、清国側は頑強に抵抗した。清国は、ロシアの満洲利権を日本に引き渡すことについては同意したものの、日本側の新たな要求に対しては容易に納得せず、交渉はポーツマス講和会議以上に難航した。ロシアの介入を防ぐために日清両国は会議の内容を極秘として一切公開しなかったが、そのため、日本は譲歩を迫られているのではないかとの憶測をまねき、小村はまたも国内からの強いバッシングを受けた。
小村は、盛京省沿岸の漁業権を要求していたがこれを放棄し、一方では、吉林省では日本以外の国に対して鉄道敷設権を与えないと約束させた。また、南満洲鉄道に並行する線路の敷設も禁止させた。交渉は1か月以上におよび、12月22日、満洲善後条約（北京条約）が結ばれた。これにより、遼東半島先端の旅順・大連は25年間の期限で日本の租借地となり、のちに「関東州」と呼ばれた。小村は、北京でも脳貧血で倒れた。清国を離れた小村は1906年1月1日、横浜に到着した。それに先立つ12月20日、首相の桂は辞表を提出していた。これにともない第1次桂内閣は総辞職し、1月7日、第1次西園寺内閣が成立、小村も外相を退任した。

#### 枢密顧問官・駐英大使

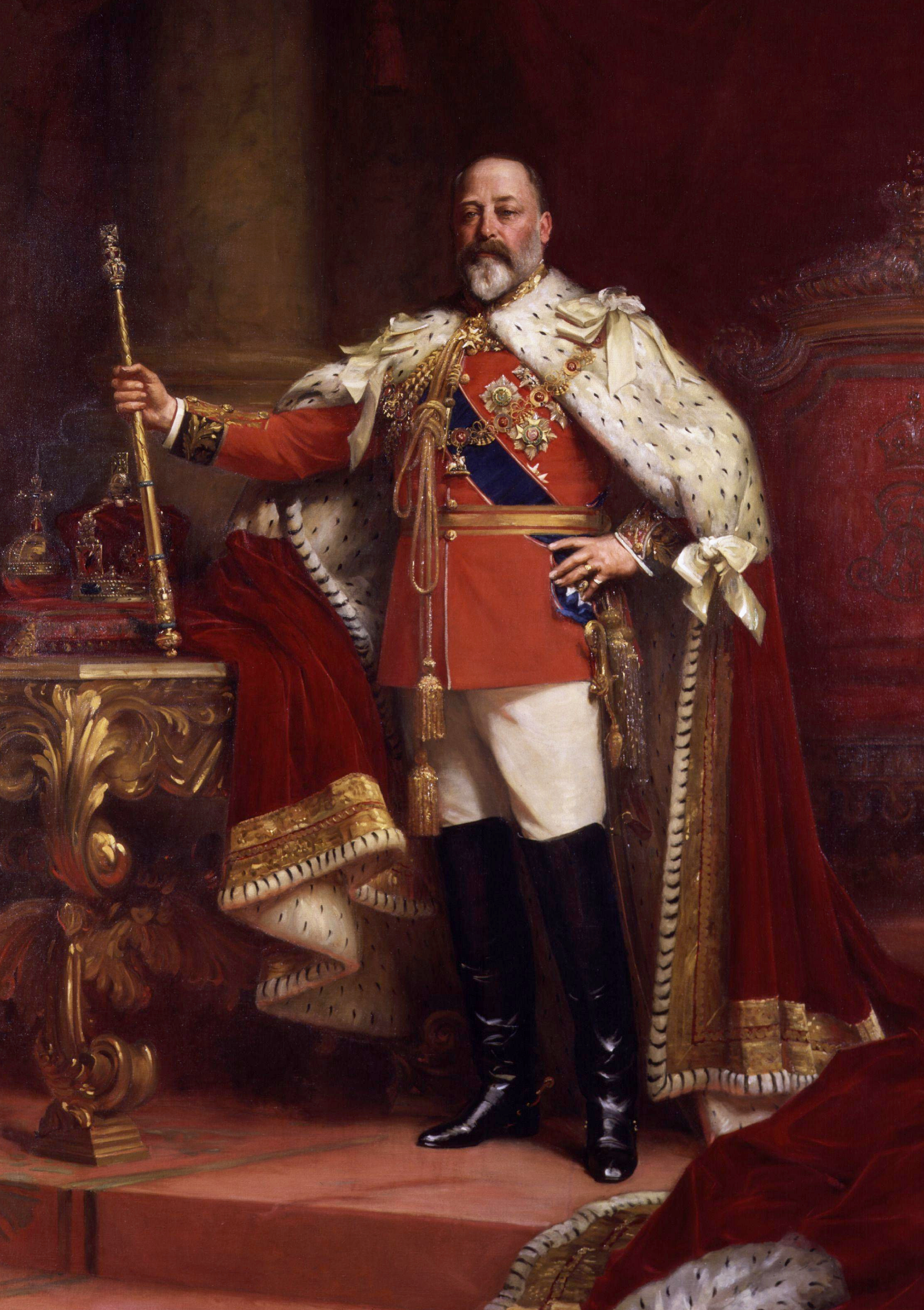
その治世の10年間で日英同盟、英仏協商、英露協商を結んだことで「ピースメーカー」といわれたエドワード7世

第1次桂内閣の総辞職にともない、外相を辞めた小村は、1906年1月9日、枢密顧問官に任じられた。これにより久しぶりに外交の第一線より退くこととなったが、それも長くはなかった。駐英大使だった林董の外相就任にともない、6月6日、小村が後任大使としてイギリスに赴任するよう指示を受けたのである。7月18日に日本を発ち、アメリカを経由して8月16日にロンドンに着任した。
西園寺内閣は、日仏協約や日露協商など、強国となった日本の地盤固めと日露戦後の外交関係の充実に努め、小村も林外相に自らの意見を一度ならず具申した。日仏協商に関しては、フランスはロシアとの露仏同盟を最優先し、そのためにはすべてを犠牲にすることは明らかで、また、日仏間には特に懸案もないことから、その締結には消極的な見解を述べた。一方、日露協商は、将来的に満洲での日本の利権の進展に資するものとなり、ロシアの関心が東欧やバルカン半島方面に向けば日本がそれによって享受する利益も少なくないという見地にもとづいて積極論に立った。ただし、韓国・満洲にかかわる具体的な取り決めを盛り込むことには反対で、ごくだいたいの内容にとどめるべきとの意見であった。
とはいえ、全体的にみれば、小村の影響力は日本政府部内にとどまり、イギリスの世論や政府を動かすには至らなかった。駐英大使としての小村は、イギリスでは人気のない外交官であった。一つには彼の非社交性があり、エドワード7世時代のイギリスが派手なパーティーや舞踏会がさかんであったため、派手なものを嫌う小村はいっそう社交を疎んじるようになった。もう一つは、彼の秘密主義であり、『タイムズ』紙の記者も「コムラの秘密主義には耐え難いものがあった」と嘆いている。小村はまたしても読書に熱中し、今回はイギリスの外交政策に関する書籍を中心に、必要に応じて経済問題や社会問題に関する著述も読んだ。
なお、駐英大使時代の1907年9月、小村は、ポーツマス条約締結など一連の功績が認められて伯爵に陞爵している。

#### 第23代外務大臣

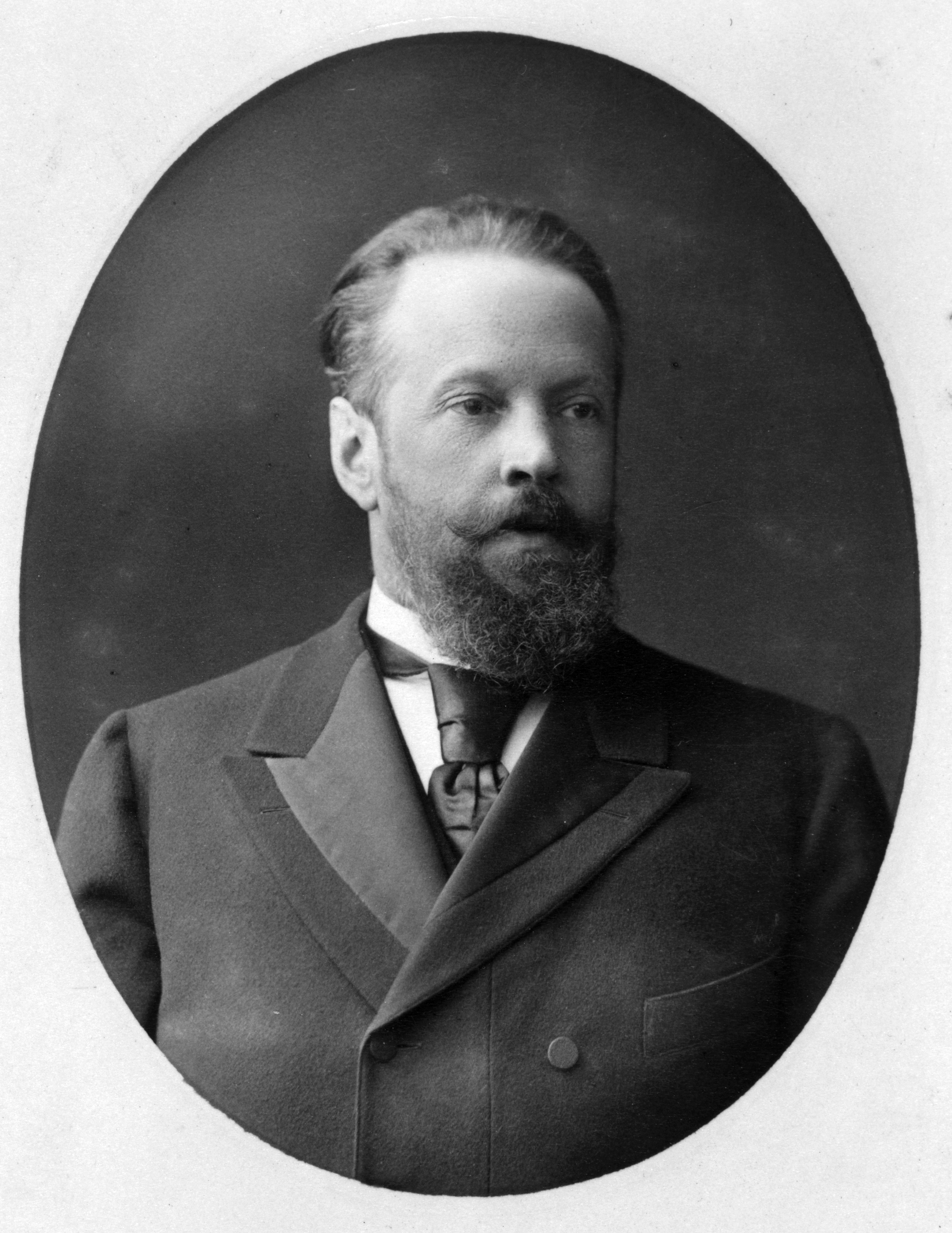
セルゲイ・ウィッテ

1908年6月、西園寺公望首相が辞意を表明し、7月14日、内閣総辞職し、桂太郎が第2次桂内閣を組織、小村は再び外務大臣に就任した。小村はロンドンからウィーンとサンクトペテルブルクを経て、シベリア鉄道を用いて日本に帰国した。ウィーンではバルカン半島情勢を理解するために見聞を広めることに努め、サンクトペテルブルクではかつての好敵手であったセルゲイ・ウィッテに再会した。小村はウィッテに、敵対した日露両国はいまや友好国であり、ポーツマス会議のことも振り返れば夢のようであると述べたのに対し、ウィッテは、会議当時、自分の交渉は大成功ともてはやされ、小村は国民から大きな批判を受けたが、しかし、いまや評価は逆転していると述べた。
帰国した小村は、桂首相に具申して「帝国ノ対外政策方針」を提出、9月25日、これにもとづいて閣議決定がなされた。それは、ドイツ帝国を除く列国との多角的同盟・協商網の維持を目指すというものであった。小村は、日英同盟こそ「帝国外交の骨髄」としながらも、アメリカとの関係を良好たらしめる必要があり、排日移民問題を緩和しつつ、協商関係を結ぶ必要ありとした。対清外交については従来、利権関係が複雑で必ずしも進展しなかったこともあったが、小村は間島問題など未解決の6案件を一括化してパッケージ・ディールを行うべしとの方針を明確に打ち出した。

##### 高平・ルート協定
1908年10月18日、世界周航中のアメリカ艦隊が横浜に到着すると、民衆も提灯行列でこれを迎え、25日までの滞在中、日本では政府や民間主催の式典が数多く開かれ、メディアも大々的に報道して親米的な雰囲気が醸し出された。小村は、この機に対米関係の調整を図るべく、艦隊離日の25日、高平小五郎駐米大使に日米協商交渉を指示し、それを受け、高平は翌26日にルーズベルトに小村の協商案を提出した。大統領はこれに賛意を示し、11月7日より高平とルート国務長官により交渉が始まった。11月30日、日米両国は高平・ルート協定に調印した。条約の形をとらなかったのは、孤立主義の伝統の強いアメリカ上院の反対を恐れたアメリカ側の事情によるものであった。内容は、太平洋の現状維持と日米の領土に対する相互不可侵と通商の自由、清国の領土保全と門戸開放、機会均等であり、その文言だけをみると、桂・タフト協定や門戸開放原則を再び確認したにすぎないようにもみえるが、悪化しつつあったアメリカとの間で新たな協定を成立させた意義は大きかった、この頃、小村は外交官の堀口九萬一に対し、「今当分の間自分は英米との関係を穏やかにして行くということを基準にして、日本の外交をやるつもりだ」と語っている。小村はまた、渋沢栄一ら実業界の主要人物に協力を求め、日米実業団の相互訪問を実現させた。

##### 満洲協約と間島協約
日清関係については、小村は、新しく駐清公使に任じられた伊集院彦吉に対し、懸案事項の協議に入るよう命じ、パッケージ・ディールの方針を伝えたが、清国にとっては主権にかかわる問題として絶対に譲れない間島問題が含まれていたため、交渉は暗礁に乗り上げた。これには、1909年5月に小村自身が肋膜肺炎に罹り、一時は職務を遂行できないほど病状が悪化していたこととも深くかかわっていた。一時は清国側が紛争の常設仲裁裁判所への付託を提議し、日本側が強く反発する場面もあったが、最終的には間島協約と満洲協約（満洲五案件に関する日清協約）が1909年9月4日に締結されて当面の決着をみた。

##### 第二次日露協約
アメリカでは、2期大統領を務めたセオドア・ルーズベルトに代わって同じ共和党のウィリアム・タフトが大統領となり、従来とは異なり、「ドル外交」と呼ばれるアメリカの経済力を背景とする政策に転換した。タフト政権の国務長官フィランダー・ノックスは、1909年11月と12月に「満洲鉄道中立化案」をヨーロッパ諸国と日本に対し、提案した。それは、満洲の鉄道を列強が買収して共同管理するか、満鉄並行線となる錦州・璦琿（現、黒河市）間鉄道の建設を支持するかを求めるというもので、英露仏独に打診されたのち、日本には12月20日、トーマス・オブライエン駐日大使を通じて伝えられた。
もとより小村は、この提案には大反対であり、1910年1月18日、小村主導で中立化案拒否の閣議決定がなされた。1月21日には日本とロシアが共同で拒否通告を発した。イギリスとフランスも、それぞれの同盟国にならって反対を表明し、アメリカの試みは失敗に帰した。そして、これにより、日本にはロシア・フランスとの親密化がもたらされた。1909年12月24日、ニコライ・マレフスキー＝マレーヴィチ駐日ロシア大使に対し、小村は日露協約を一歩進めるべきと提案したのに対し、1月21日にはイズヴォリスキー外相が賛意を示し、3月2日、閣議決定を経て新協約交渉が始まった。交渉は順調に進み、7月4日、サンクトペテルブルクで第二次日露協約が成立した。

##### 韓国併合

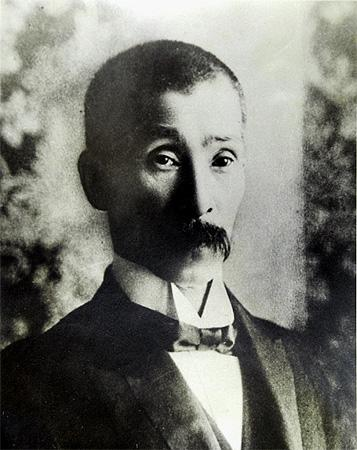
小村寿太郎

前内閣の結んだ第三次日韓協約によって日本の韓国支配はさらに強化されたが、小村はさらにそれを進めて韓国を日本の領土に組み込む方針であった。1909年4月10日、小村は桂首相とともに、一時帰国中の伊藤博文韓国統監のもとを訪ね、併合方針を示した。伊藤は併合反対派として知られていたので、当然反対するであろうと思って訪問したのであるが、意外にも彼はあっさりと同意した。自ら統監に就任し、穏やかな手段で韓国産業の育成や教育の発展を図ろうとした伊藤であったが、穏健な支配でも義兵闘争などの抵抗はむしろ強まり、収まる気配がみえなかったので、辞任を考えていたのである。伊藤の同意によって併合への動きは加速した。
7月6日、「韓国併合に関する件」が閣議決定され、同時に「対韓施設大綱」も策定された。7月下旬には、大韓帝国皇帝を廃位して皇帝一族を東京に移すことや日本と外国との条約は基本的に韓国にも適用することなどを記した意見書を桂に提出し、閣議で了承された。
1910年2月28日、小村は外国駐在の大使に電報を送り、韓国併合に関する注意を促した。4月5日、本野一郎駐露大使は、第二次日露協約交渉中に韓国併合に関するロシア側の意向を探った。当初はイズヴォルスキー外相が懸念を表明していたが、4月10日、ロシア首相のピョートル・ストルイピンは、ロシアには反対する理由も権利もないと語った。4月19日、小村は本野に訓令を発し、適当な時期に韓国併合を実施することについて理解を求めるよう伝えさせたが、ロシアからの反対はその後もなかった。
イギリスに対しては、1910年5月19日、小村自身がマクドナルド駐日大使との会談の際に韓国併合問題について話し合い、日本の韓国併合に異存はないとの同意を得たが、税率の変更については懸念表明がなされた。日本は当時、関税自主権の完全回復を目指しており、イギリスとも交渉中であったが、イギリスが過去に韓国と結んだ条約について改正後の関税率を適用されることを危惧したのである。これに対し、小村は関税をしばらく現状のままとし、開港場から馬山を除いて新義州を加えるなどの措置をとったため、エドワード・グレイ外相も安心して満足の意を表し、8月3日、併合に同意の意思を伝えた。
5月30日、文官で併合反対派だった曾禰荒助に代えて第3代統監として寺内正毅陸相が選ばれた。寺内は7月23日に韓国へ到着して皇帝純宗に挨拶し、8月13日、小村に対して、一週間以内に併合条約を調印する予定であると伝えた。併合は既定の路線であったため、小村は細かい指示は与えず、寺内に交渉を委ねた。1910年8月22日、韓国併合条約が調印された。

##### 条約改正と第三次日英同盟

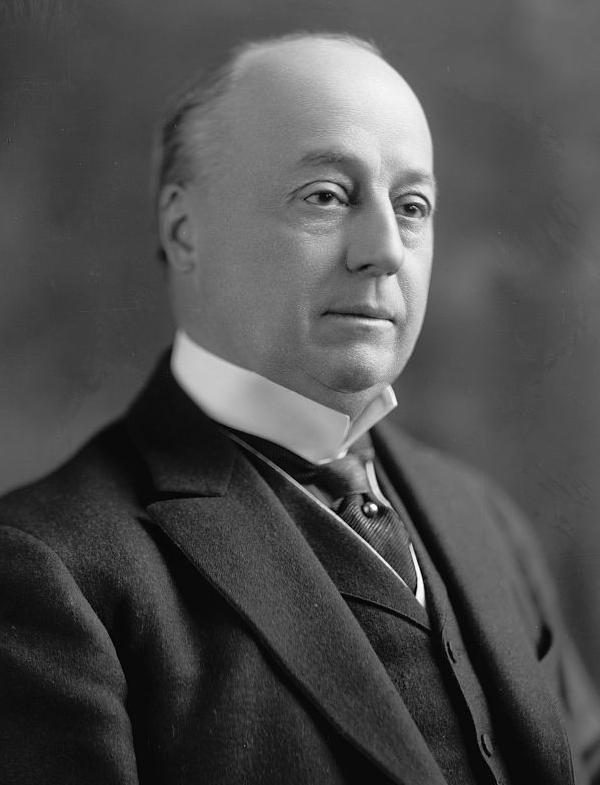
内田康哉駐米大使との間で新日米通商航海条約に調印したフィランダー・ノックス国務長官

この時期の日英関係は、日露関係の改善などもあって、同盟の有用性は以前よりも低下したと考えられるなど転機をむかえていた。しかし、小村はさまざまな手を打って日英同盟関係の維持に意を注いだ。まず、親英派として知られる加藤高明を駐英大使とし、次いで友好を盛り上げるために日英博覧会を開催した。博覧会は1910年5月14日から10月29日にかけてロンドンで開かれ、好評を博した。
日英関係において、小村が最も心を砕いたのが条約改正問題であった。1910年3月以降、関税自主権の完全回復を目指して日英通商航海条約の改定を協議していたが、協定関税制度の撤廃を求める日本に対し、イギリスはこれに反対し、難航していた。小村は、この件ではイギリス相手であっても妥協しないことを、2度目の外相就任時より表明していた。あくまで対等な条約を求めるのが小村の持論だったのである。加藤高明は交渉をまとめるために小村に譲歩を提案したが、小村はそれを拒否した。
小村は結局、交渉を優先すべき相手国を変えることで解決した。相手に選んだのはアメリカであった。ノックス国務長官の満洲鉄道中立化案は、確かに日露両国の反対により頓挫したとはいえ、必ずしも日米関係の悪化を意味するわけではなかった。ノックスはむしろ、これ以上の日米関係の悪化を怖れて日本の意向を以前よりも考慮するようになっていた。小村もまた、清国への英仏独の借款団にアメリカが加わることに反対しなかった。小村は日本の権益への過度な介入に反対だっただけなのであり、満洲への外国資本の導入にはむしろ賛成していたのである。小村もまた、アメリカとの関係調整に意を用いた。
日米通商航海条約改定交渉は1910年10月19日より始まった。交渉は予想外に順調で、1911年2月21日には新条約が調印された。これにより、幕末以来、日本人にとって悲願であった不平等条約の完全な改正が達成された。日本は対米移民の制限を定めた日米紳士協定の維持を約束していた。アメリカとの間で関税自主権が回復されると、他国との条約改正問題も解決の方向性がみえてきた。小村は、イギリスが重視する輸出品に限って協定関税を残す代わりに日本のいくつかの輸出品が無税になることで折り合いをつけ、4月3日、新日英通商航海条約を結んだ。同年中に、フランス、ドイツなど他の列強との間でも新通商航海条約が結ばれた。
これより先、イギリスのエドワード・グレイ外相は、1910年9月26日、加藤駐英大使に日英同盟の改定について意向を尋ねている。当時、英米両国では、紛争を仲裁機関に委ねる仲裁裁判条約の締結が検討されていた。そこでグレイは、日本に対して、仲裁裁判条約に違背しないように日英同盟を改定するか、あるいは英米の仲裁裁判条約に日本も加入するか、どちらかを選ぶよう示唆した。英米間では、国家間対立を平和的手段で解決することを定めた仲裁裁判条約を結んでいたため戦争はできない状態である。条約違反に陥らないためには、仮に日米間で戦争が起きた場合にイギリスが巻き込まれないためには同盟を改定するか日本も同条約に加入するほかなかったのである。小村は、仲裁裁判条約が日本に不利な判決を出す傾向を持っているとして批判的立場をとっていた。結局、小村は1911年1月17日、改定の方を選択する旨答えた。4月5日、日英同盟改定案は閣議決定された。
イギリスがアメリカと仲裁裁判条約を結ぶ以上、アメリカを対象に同盟が適用されないのは当然であった。しかし、仮にアメリカが他の国と同盟を結んだとき、同盟が発動されるか否かについては意見が分かれた。小村は、発動されるよう強く求めたが、グレイは譲らず、加藤はイギリス側に立って小村の主張を批判した。総理大臣の桂は、この時、同盟を発動しないことに最終的に同意し、小村もやむなく受け入れた。7月13日、第三次日英同盟条約が調印された。
なお、小村は1911年4月22日、韓国併合の功などにより侯爵に陞爵している。

### 政界引退・死去
1911年（明治44年）8月25日、第2次桂内閣は総辞職し、8月30日、第2次西園寺内閣が成立した。桂は、小村の外相留任を希望していたが、原敬を中心とする与党の立憲政友会は、桂の影響力が新内閣に残るのを嫌い、後継外相に内田康哉を迎えた。
外相を辞して政界を引退した小村は、9月に神奈川県葉山町に転居した。貧乏生活は変わらなかったが、好きな酒を飲み、読書を楽しみながら生活した。腸チフス、肺尖カタル、肋膜肺炎と大病を繰り返していた小村だが、1910年にも肛囲炎で2度の手術を受けて、満身創痍の状態であった。
11月に入り、熱が出始め、11日には肺に痛みを感じるようになったため床に伏せるようになった。しかし、読書熱は衰えずアルフレッド・テニスンの詩集は常に傍らに置いていた。来客ともよく語り、特に親友の杉浦重剛が見舞いに来た際には喜んで長時間話し込んだ。容体が急変したのは11月22日のことである。23日には脳膜炎の症状が現れ、24日に桂と寺内が訪ねてきたときには言葉を交わすことができなかった。25日は杉浦ら旧友が集まったが、小村は呼吸困難な状態であり、やがて危篤に陥った。11月26日、小村寿太郎は葉山の自宅で死去した。満56歳だった。12月2日、小村の外務省葬が執り行われた。墓所は東京都港区の青山霊園にある。

## 人物・逸話

### 読書と翻訳
小村は、自分の仕事は後世の人間が判断すべきであるとして日記を一切付けなかった。また、秘密主義を貫いたため、小村の手紙もほとんど残っていない。ポーツマス条約交渉でも満洲善後条約交渉でも、小村はさんざん叩かれたが、一切自己弁護をしていない。ただし、小村が東京開成学校時代に書いた英文の自叙伝 "My Autobiography" が1997年にアメリカの大学で見つかっており、開成学校の英語教師だったグリフィスはこれについて18歳の青年が書いたとは思えないほどの深い内容だと褒めている。
小村はまた、たいへんな読書家であり、ロシアに駐在していた時には薄暗い室内で膨大な量の書物を読み漁っため視力が大幅に衰え、医者からはこれ以上目を使い続けると失明するとまで警告されたが、それでも小村の学習意欲は衰えず、読書を止めることは終生なかった。
小村は40歳を過ぎても公私共に報われず、翻訳の内職をして生計を支えていたが、小村の運が開けたきっかけはこの内職にあった。翻訳という作業は、諸分野における多様な事象について勉強する機会を翻訳者にもたらす。上述のとおり、翻訳で得た紡績に関する知識を陸奥宗光の前で披露する機会があり、陸奥は小村の博識に感服したが、小村は陸奥に「私は何でも知っています。ここにいる原敬君ほど私を用いてくれるなら、私も相当のことを致します」と返答して陸奥を驚かせている。

### 借金と妻

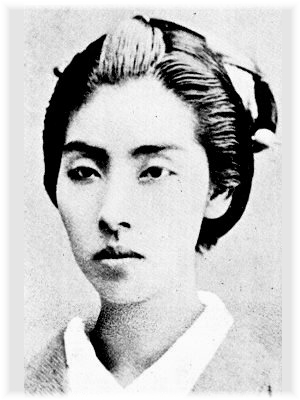
妻のマチ（町子）
----
小村より背が高かったが、アメリカ留学時代、常に背の高い女性に囲まれていた小村は、町子と並んで歩くことは気にならなかった。

上述のとおり、父親が事業に失敗して作った多額の借金を小村は肩代わりし、生涯を通じてその返済に苦労した。その貧乏生活はすさまじいもので、家具は長火鉢1つと座布団2つだけ、衣類はほとんど質屋に入れたため、 いつも同じ服を着ており、食べるものにも事欠いて、長男の欣一が夜盲症（夜に視力が著しく衰える病気）に罹るというありさまであった。
債権者は次々と役所や小村邸に押しかけてきたが、新婚の妻が着物を金に変えたり、見るに見かねた有志が債権者全員を集めて一部を棒引きにしてもらったり、小村のために減債基金が設けられたりした。ところが当の小村は借金返済日前後には外泊し、待合い通いをしたため、妻は赤坂や新橋を歩き回って夫の居場所をかぎ出し、人前でも平気で小村に当り散らしたという。
経済的な苦境を他人に同情されると、小村は常に「もう苦しいのは通り越して平気です」と答えていた。こうしたタフでふてぶてしい神経は、数々の豪快な逸話を生み出すこととなった。たとえば、留守中に近所で火事があり、のちに自宅も被災するところだったという話を聞いた小村は、焼けてしまえば借金引き伸ばしの好い口実ができたのにと笑って、周囲を呆れさせた。外務省内で宴会があると、酒好きの小村は必ず出席したが、いつも会費を支払わずに人一倍飲み食いして平然としていた。また、金銭的援助を申し出る人があっても、金を借りると一生頭が上がらなくなるのがたまらないという理由で断っている。小村が有名になるにともない、雌伏時代の貧乏暮らしも有名になり、のちには国定教科書に掲載されたほどであった。
妻のマチ（町子）は、明治女学校で高等教育を受けており、留学から帰国したばかりの彼にはまぶしい存在であったが、結婚後、自らは裁縫もしなければ料理もせず、実家からの仕送りで女中を雇い、家事一切をやらせるような女性であったことに小村は愕然としたらしい。マチは、多分に感情が激することが多く、小村と言い合いになると暴言を吐いたり物を投げたりして、近所に住む実家の両親のもとに行って泣いて訴えることもあった。彼女の唯一の趣味は芝居見物で、子供たちを女中に託して実家の母などと一緒に外出することも少なくなかったという。

### 毒舌
黒田内閣のとき、外相大隈重信はしばしば元老・大臣・次官・局長を晩餐に招いたことがあり、小村も何度か呼ばれている。ある晩、三遊亭円朝が落とし噺を一席披露した後、伊藤博文が床の間の席から円朝に盃をとらせると手招きをした。かしこまるだけで一向に前に進まない円朝に対し、小村は開口し、「このなかで一番偉いのは円朝だ。元老や大臣たちは死んだあとにいくらでも立派な後継ぎが控えている。しかし、円朝ほどの名人ともなると後継ぎがいようはずもない。だから、それほどかしこまらなくてよい」と大声で声をかけたという。大病をくり返し、風采の上がらない小村は実は毒舌と放胆な行動力の持ち主であった。

### 顔や体格に関する逸話

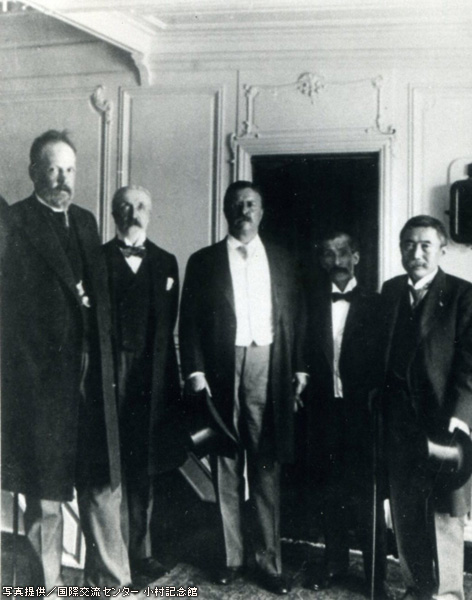
ポーツマス条約の日露両国全権とT.ルーズベルト
----
左より、セルゲイ・ウィッテ、ロマン・ローゼン、ルーズベルト、小村、高平

小村は小柄で、ハーバード大学留学時に取得したパスポートには「五尺一寸」（約156センチ）との記載がある。また、日本近代史・日本政治外交史の片山慶隆は身長は150センチメートルに満たないとしており、小説家の吉村昭もその著書の中で小村は4尺7寸（約143センチ）と記述している。容貌は、下関条約交渉時に腸チフスを患った後は一変し、かつて眉目秀麗と言われた小村も、頭だけが大きく、鼻の下から口の辺りに垂れ下がる貧相な髭を生やした顔は「やつれ相」となった。目はくぼんで頬は落ち、太い眉は垂れ下がり、それでいてすばしっこく行動力があることなどから、北京では口さがない外交団から「ねずみ公使」と仇名され、同輩や邦人からも「小村チュー公」と呼ばれたという。

### ポーツマス交渉と小村家
日露講和会議のためポーツマスに向けて出発する際のエピソード（上述）からも、大国ロシアは必ずしも戦争に負けたとは考えていないことを小村はよく理解しており、そのため交渉は難航するであろうこと、そしてロシアから引き出せる代償も一般の日本国民が期待するものからは程遠いものになるだろうことを当初から予見していた。ロイター通信や『タイムズ』紙が日本寄りのニュースを配信していたこともあって、1905年当時のアメリカでは日本びいきの世論が醸成されていた。そこで手練手管の政治家ウィッテは、日露間で秘密とすることで合意している交渉の途中経過をアメリカの新聞記者にリークして恩に着せるという瀬戸際の世論工作を繰り広げたが、律儀な小村は最後まで合意を守って口を閉ざした。
ポーツマス条約が結ばれた深夜、ホテルの一室から妙な泣き声が聞こえてくるのを不審に思った警備員がその部屋を訪ねると、泣きじゃくっていたのは誰あろう小村全権その人だった。小村にとってこの条約に調印することはそれほど苦渋の決断だったのである。予想通り、帰国した小村を待ち構えていたのは怒り狂う群衆だった。家族全員で帰国する小村を横浜まで迎えにいこうとすると、身の安全が保障できないとして、誰も迎えに行かないでほしいと憲兵に言われ、小村を迎えに行けなかった。結局、長男の欣一だけが横浜に行くことを許され、小型船に乗り込み、船室の小村と対面することができた。小村は、欣一の顔を見るなり「おお、無事だったか」と言ってつくづくと顔をながめたという。外相官邸が襲撃され、小村の家族は斬殺されたという噂が流れたので、実際に息子の顔をみてようやく安堵したのであった。新橋駅では、「速やかに切腹せよ」「日本に帰るよりロシアに帰れ」などという散々な罵声を浴びせられた小村を、出迎えた首相の桂と海相の山本権兵衛は両脇を挟むようして歩き、爆弾でも投げつけられたら共倒れの覚悟で首相官邸まで彼を護衛している。その後も小村邸への投石などの騒乱は収まらず、妻のマチは精神的に追い詰められ、小村はしばらくの間家族と別居することを余儀なくされた。

### 外政家、小村
小村の特徴としてはまず、アメリカ留学で鍛えた抜群の語学力があげられる。外交官となってからも仕事の合間に大量の洋書を読みこなすなど、小村の外交政策の基盤として高度な語学力に支えられた情報収集能力があったことは疑いない。
そして、小村は在外公使・領事が本国に送信した電報を、実に丁寧に、様々な角度から自身で読み、そのため、非常に時間はかかったものの内容をよく覚えており、それを基にみずから判断し、返電や訓電も必ず小村の意を受けたものであったという。小村はしばしば病気を患ったが、職務にあって小村はその姿勢を貫いたのである。
小村がひじょうに秘密主義に徹していたことも特筆に値する。機密を守るのは、外交官の資質としてきわめて大切な要素ではあるが、人との距離を遠ざける原因ともなっていた。また、小村はたいへんな社交嫌いでもあったため、駐米公使時代と駐英大使時代は不人気な外交官であり、同盟国・友好国で人脈を広げることはできなかった。大使や公使としての勤務が向いていなかったわけではないが、小村はむしろ乱世で力を発揮するタイプであった。なお、小村はしばしばマスコミ嫌いと思われがちであるが、必ずしもそうではなく、利用できると踏んだときはおおいにメディアを活用している。
さらに、小村の特徴としては、議会や政党に対する低い評価がある。この点は陸奥宗光や加藤高明とも異なっており、超然内閣がかろうじて成立しえた明治時代後半であったからこそ小村は充分に力を発揮できたという側面がある。小村は、一国の外交の権限は外務大臣と内閣にあると考えていた。そのため、外交方針に伊藤博文や山縣有朋などの元老が影響力を及ぼすことにも強く反対した。藩閥政府にも反発していたため、まずは桂首相の支持を取りつけ、時に桂をリードしながら外政での主導権を握ることで元老の関与を限定的なものにとどめた。
そのスタイルは、確かに非民主主義的でエリート主義的なものといえたが、一方では、外交を政争の具にしないという長所があった。小村の外交政策には一貫性があり、遂行にあたっても決してぶれなかったが、これは決して小村の個人的性格だけに帰せられるものではない。また、小村の民主主義嫌いも、交渉対象国の政治体制いかんによってイデオロギーによって外国を評価したり、政策を決定したりという風潮には無縁で、純粋にパワー・ポリティクスの視点から国際政治を考え、そのなかでの国益を最優先に考えたため、柔軟で現実的な外交政策が採られるという利点があった。イギリス・アメリカ・ロシア・清国・朝鮮（韓国）といった重要な国々での外交官を歴任し、海外経験も豊富な割には、特定の国への思い入れが外交政策に影響しなかった点も小村の特徴で、どの国とも適度な距離をとって公平で冷静な判断を下している。

### モットー

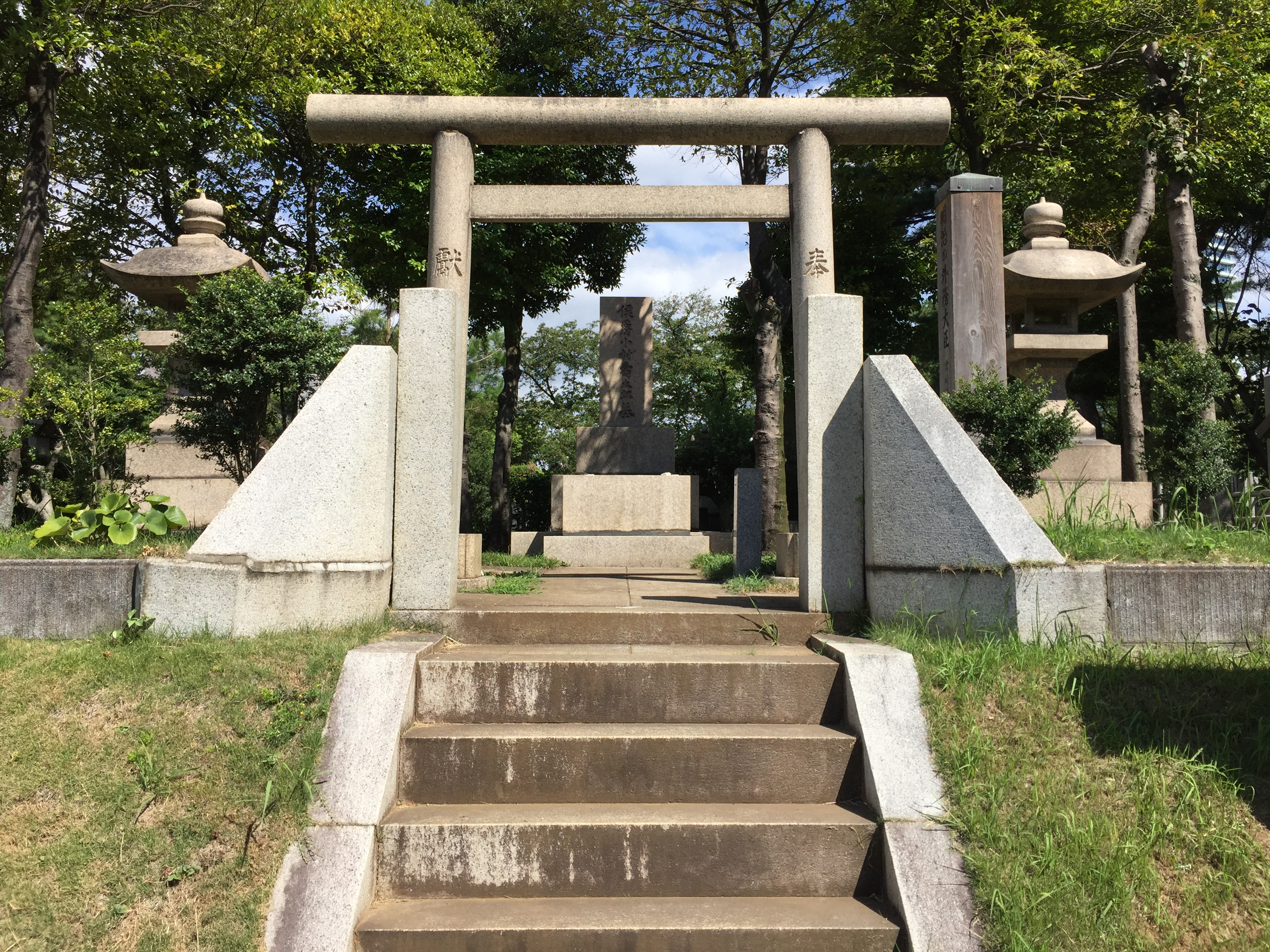
小村寿太郎の墓

「若（もし）、万一にも余に採るべきものがあるとしたならば、夫（そ）れは唯「誠」の一字に尽される」。これは、小村が1911年に青少年向けに発表した自叙伝風手記『誠の一字』の一節である。
外交官時代の小村は、外交にたずさわる者としての心得を教示してほしいという秘書官の求めに対し、第一に嘘偽りを口にしないことだと述べた。外交官は相手の信頼を獲得することが肝要であり、そのためには正直であることが何よりも大切だとの意味であった。ただし、時には国家のために大ぼらを吹かなくてはならないことは小村自身も認めていて、「普段から嘘が多い奴は、こんな時に効き目が無くなります」と付け加えるのを忘れなかった。
「誠」の大切さを小村に伝授したのは、祖母の熊だったといわれている。1906年、小村が県立宮崎中学校（現・宮崎県立宮崎大宮高等学校）で講演をおこなう機会があったとき、ポーツマス会議の話などを期待した生徒を前にして、小村は「諸君は正直であれ。正直ということは何より大切である」とだけ述べて演壇を降りた。この短すぎる講演は雄弁な語りを期待した生徒には期待外れではあったが、一方では聴衆に強烈な印象をあたえ、「伝説の1分間訓話」として語り継がれている。

## 家族
- 妻：朝比奈マチ（町子） - 1865年生。幕臣で宮内省官吏の朝比奈孝一の女。1881年9月に小村寿太郎と結婚[13]。
- 長男：欣一 - 1883年5月13日生。のちに外務省情報部長・初代拓務次官[13]。
- 長女：フミ（文子） - 1886年7月23日生。外務省通商局長や条約局長を務め、幣原喜重郎の側近中の側近といわれた佐分利貞男[130]と1909年に結婚。1925年10月に北京にて病死。
- 次男：捷治 - 1895年5月15日生。のちに朝日新聞記者・貴族院議員・明治大学教授[13]。

## 栄典
位階
- 1882年（明治15年）2月21日 - 正七位[131]
- 1886年（明治19年）7月8日 - 従六位[132]
- 1890年（明治23年）12月8日 - 正六位[133]
- 1891年（明治24年）12月5日 - 従五位[134]
- 1894年（明治27年）12月21日 - 正五位[135]
- 1896年（明治29年）6月20日 - 従四位[136]
- 1901年（明治34年）7月20日 - 正四位[137]
- 1903年（明治36年）7月31日 - 従三位[138]
- 1908年（明治41年）11月10日 - 正三位[139]
- 1911年（明治44年）11月26日 - 従二位[140]

爵位
- 1902年（明治35年）2月27日 - 男爵[70]
- 1907年（明治40年）9月21日 - 伯爵[111]
- 1911年（明治44年）4月21日 - 侯爵[119]

勲章
| 受章年                     | 略綬 | 勲章名           | 備考                       |
| -------------------------- | ---- | ---------------- | -------------------------- |
| 1893年（明治25年）12月28日 |      | 勲六等瑞宝章     |                            |
| 1895年（明治28年）6月21日  |      | 勲五等瑞宝章     |                            |
| 1895年（明治28年）10月31日 |      | 勲三等瑞宝章     | （明治二十七八年事件の功） |
| 1899年（明治32年）10月21日 |      | 勲二等旭日重光章 |                            |
| 1902年（明治35年）2月27日  |      | 勲一等旭日大綬章 |                            |
| 1906年（明治39年）4月1日   |      | 旭日桐花大綬章   |                            |

外国勲章佩用允許
| 受章年                     | 国籍                             | 略綬 | 勲章名                                                       | 備考 |
| -------------------------- | -------------------------------- | ---- | ------------------------------------------------------------ | ---- |
| 1892年（明治25年）3月30日  | ハワイ王国                       |      | 王冠第二等勲章                                               |      |
| 1897年（明治30年）3月15日  | ベルギー王国                     |      | レオポルド勲章グランオフィシエ                               |      |
| 1898年（明治31年）2月8日   | スウェーデン＝ノルウェー連合王国 |      | 北極星第一等勲章                                             |      |
| 1898年（明治31年）7月4日   | オランダ王国                     |      | オラニエ＝ナッサウ勲章グロイトクロイス                       |      |
| 1898年（明治31年）7月27日  | シャム王国                       |      | 王冠第一等勲章                                               |      |
| 1898年（明治31年）8月27日  | ポルトガル王国                   |      | キリスト騎士団勲章グランクルース                             |      |
| 1899年（明治32年）3月3日   | オーストリア＝ハンガリー帝国     |      | フランツ・ヨーゼフ勲章グランクロワ                           |      |
| 1899年（明治32年）4月18日  | ロシア帝国                       |      | 神聖スタニスラフ第一等勲章                                   |      |
| 1899年（明治32年）9月22日  | 大清帝国                         |      | 第二等第一双龍宝星                                           |      |
| 1899年（明治32年）10月23日 | フランス共和国                   |      | レジオンドヌール勲章グラントフィシエ                         |      |
| 1901年（明治34年）10月25日 | ロシア帝国                       |      | 神聖アンナ第一等勲章                                         |      |
| 1903年（明治36年）2月18日  | 大清帝国                         |      | 頭等第三双龍宝星                                             |      |
| 1904年（明治37年）4月1日   | シャム王国                       |      | 白象第一等勲章                                               |      |
| 1904年（明治37年）11月21日 | 大韓帝国                         |      | 大勲位李花大綬章                                             |      |
| 1905年（明治38年）10月30日 | イギリス帝国                     |      | 聖マイケル・聖ジョージ勲章ナイト・グランド・クロス           |      |
| 1906年（明治39年）3月3日   | ベルギー王国                     |      | レオポルド勲章グランコルドン                                 |      |
| 1906年（明治39年）7月26日  | プロイセン王国                   |      | 赤鷲第一等勲章                                               |      |
| 1907年（明治40年）10月23日 | イギリス帝国                     |      | ロイヤル・ヴィクトリア第一等勲章（ナイト・グランド・クロス） |      |
| 1907年（明治40年）12月26日 | 大清帝国                         |      | 頭等第二双龍宝星                                             |      |

## 記念館
宮崎県日南市飫肥に小村の生い立ちや業績を紹介する「国際交流センター小村記念館」がある。

## 伝記・評伝
- 吉村昭『ポーツマスの旗 外相・小村寿太郎』　新潮社、1979年、のち新潮文庫
- 金山宣夫『小村寿太郎とポーツマス ロシアに「外交」で勝った男』　PHP研究所、1984年
- 小村捷治『骨肉』　小村寿太郎侯奉賛会企画編、鉱脈社（復刻版）、2005年 - 著者は次男
- 岡田幹彦『小村寿太郎 近代随一の外交家 その剛毅なる魂』  展転社、2005年
- 岡崎久彦『小村寿太郎とその時代』 　PHP研究所（新装版）、2010年
- 片山慶隆『小村寿太郎 近代日本外交の体現者』　中公新書、2011年

## 演じた俳優
- 小林桂樹 -『明治の群像 海に火輪を』　NHK、1976年
- 川合伸旺 -『二百三高地』　東映、1980年
- 石坂浩二 -『ポーツマスの旗』　NHK、1981年
- 小林隆 -『恐れを知らぬ川上音二郎一座』　シアタークリエ杮落とし公演、2007年
- 竹中直人 -『坂の上の雲』　NHK、2009年
- 半海一晃 -『青天を衝け』　NHK、2021年